# Eiger-Nordwand

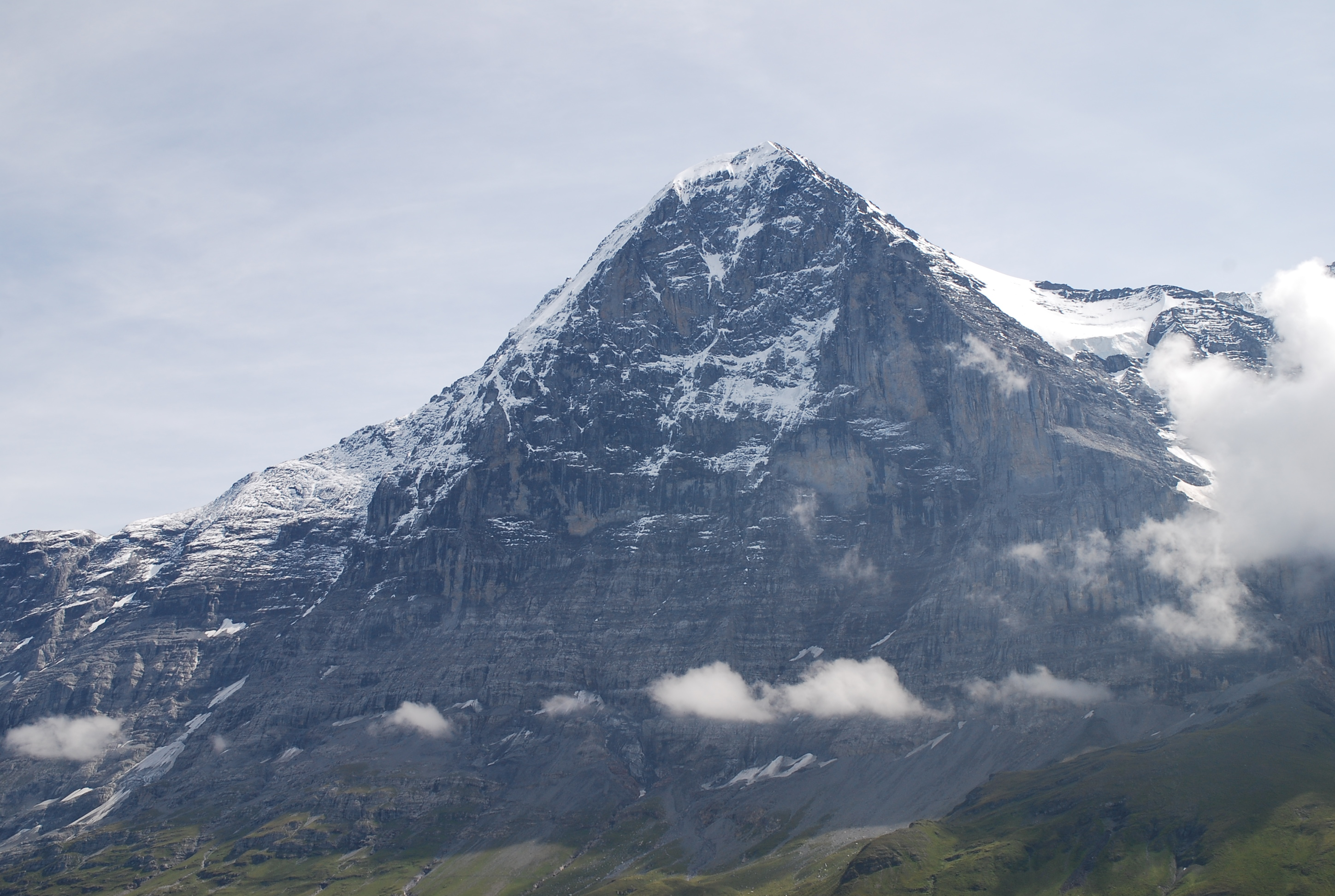
Die Eiger-Nordwand, August 2008

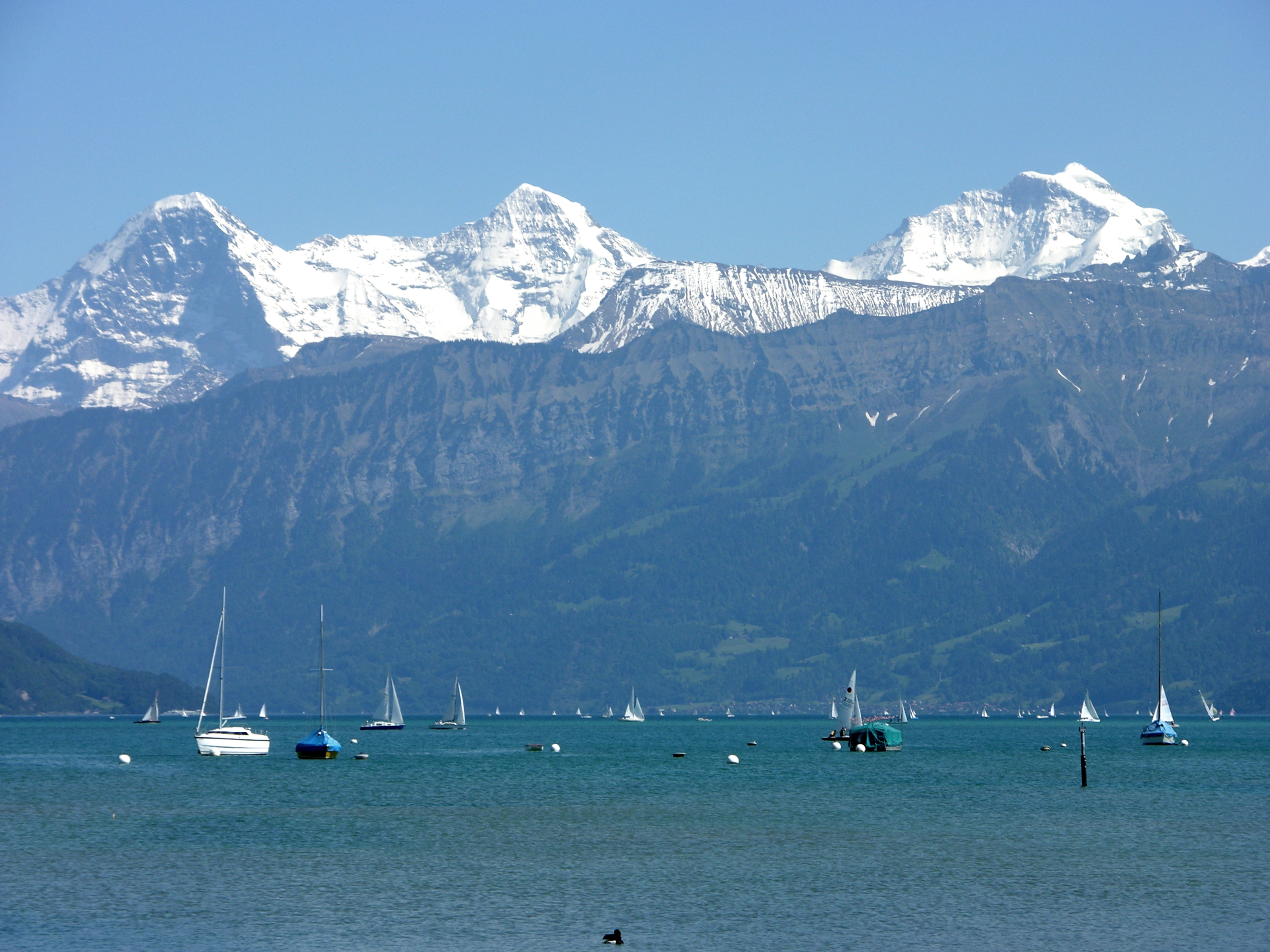
Der Thunersee vor Eiger (links), Mönch und Jungfrau

Die Eiger-Nordwand ist eine der großen Nordwände der Alpen. Der Eiger (3967 m ü. M.) gehört zu den Berner Alpen, seine Nordwand ist über 1800 Meter hoch. Mit einer Länge von bis zu vier Kilometern zählen die Kletterrouten durch die Wand zu den längsten und anstrengendsten der Alpen; die Gefährdung durch Steinschlag und Lawinen ist gross. Bekannt wurde die Wand vor allem durch dramatische Durchsteigungsversuche und Durchsteigungen. Zum öffentlichen Interesse trug auch bei, dass die Wand von Grindelwald und noch besser von der per Bahn erreichbaren Kleinen Scheidegg direkt einsehbar ist.
Bei einem Besteigungsversuch 1935 starben Max Sedlmayr und Karl Mehringer. Beim Besteigungsversuch 1936 starben alle vier Bergsteiger zweier Seilschaften aus Österreich und dem Deutschen Reich. Dabei bildeten die deutschen Toni Kurz und Andreas Hinterstoißer die erste Seilschaft und Willy Angerer sowie Edi Rainer die zweite Seilschaft. 1938 gelang einer Viererseilschaft mit Anderl Heckmair, Heinrich Harrer, Ludwig Vörg und Fritz Kasparek die Erstbegehung. Die Erstdurchsteigungsversuche zur Zeit des Nationalsozialismus wurden wegen ihrer politischen Ausrichtung und ihres relativ neuen, in den Westalpen noch nicht etablierten Kletterstils stark kritisiert.
Mittlerweile führen mehr als 30 auch untereinander verbundene Routen durch die Wand, deren Begehung teilweise die Beherrschung des sehr hohen Schwierigkeitsgrads  X (UIAA) verlangt. Heute gelingt es Spitzenalpinisten, die Nordwand bei günstigen Witterungsbedingungen innerhalb weniger Stunden zu durchsteigen. Seit November 2015 liegt der Rekord über die Heckmair-Route bei 2 Stunden, 22 Minuten und 50 Sekunden, bis heute gehalten von dem Schweizer Extrembergsteiger Ueli Steck. Die Erstbesteiger brauchten mehr als drei Tage.

## Lage und Umgebung

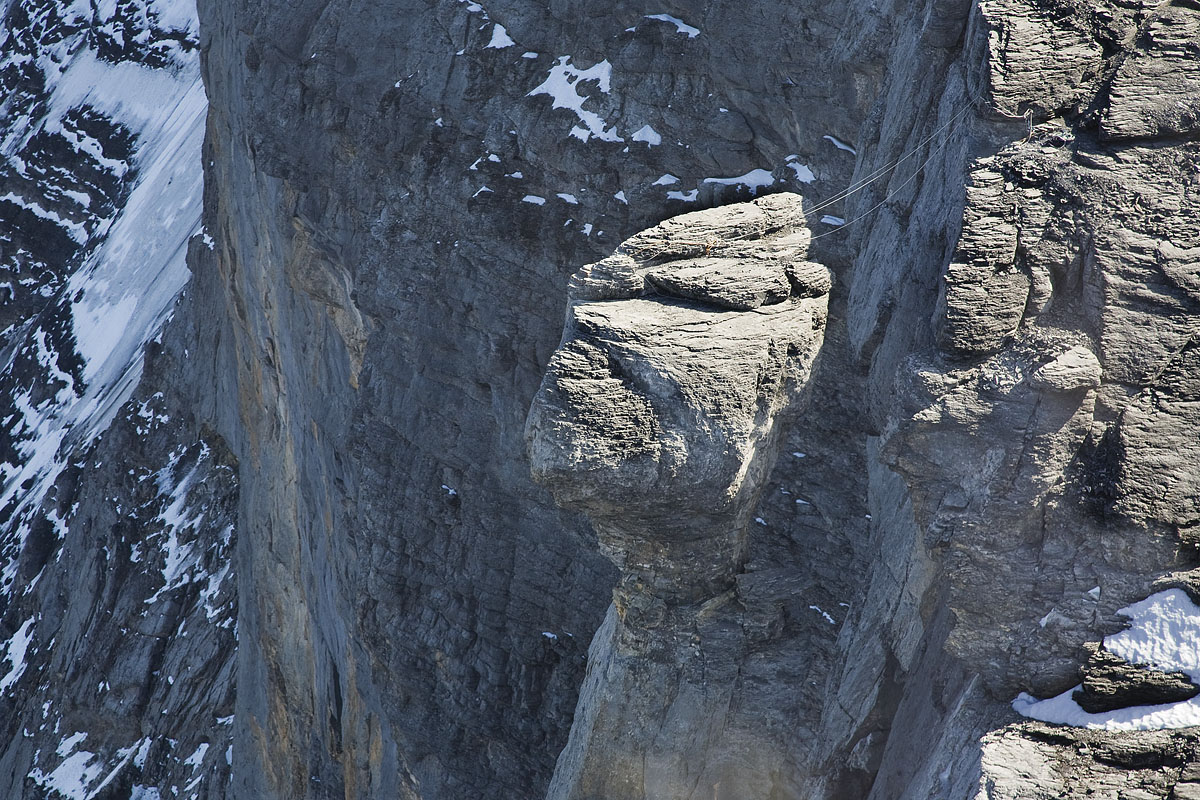
Schichtung in der Nordwand. Von diesem «Pilz» aus führte im Jahr 2000 Ueli Gegenschatz einen Base-Jump aus.

Der Eiger erhebt sich südwestlich von Grindelwald (Amtsbezirk Interlaken des Kantons Bern). Er liegt in den Schweizer Alpen und ist Teil der Berner Alpen. Die berühmte Nordseite des Eigers bilden die Nordostwand und die Nordwand, die genaugenommen eine Nordwestwand ist. Dazwischen befindet sich der Nordpfeiler. Der Mittellegigrat begrenzt die Nordostwand nach Osten und die Nordwand endet im Westgrat. Am Fusse der Nordseite des Eigers verläuft die Grenze des UNESCO-Weltnaturerbes Jungfrau-Aletsch-Bietschhorn. Im Fels hinter der Nordwand führen Teile des Grossen Tunnels der Jungfraubahn auf das Jungfraujoch. In der Wand befindet sich die Aussichtsgalerie der Station Eigerwand. Wie der ganze Eiger ist die Wand aus Kalkstein des helvetischen Systems aufgebaut. Die Sedimente bilden wechselnde Schichten von Schrattenkalk, Mergel und Tonschiefer und fallen mit 60 bis 70 Grad nach Norden ab. Die Schichtung zeigt sich am Äusseren der Nordwand.

## Geschichte der Nordwandbegehungen
Die Eiger-Nordwand wurde von vielen berühmten Bergsteigern wie Gaston Rébuffat, Hermann Buhl, Kurt Diemberger oder Reinhold Messner durchstiegen. 
Den Beinamen Mordwand erhielt sie Mitte der 1930er-Jahre, nachdem zwei ernsthafte Durchstiegsversuche tödlich geendet hatten. Bisher sind in und an der Nordwand über 70 Bergsteiger ums Leben gekommen, zudem mussten viele weitere unter teils enormem Personal- und Materialaufwand gerettet werden. Zwei Kletterer werden noch vermisst. Bei einem ist fraglich, ob er überhaupt in die Wand eingestiegen ist – von ihm wurde nur das Zelt am Wandfuss gefunden.

### Vorbemerkungen

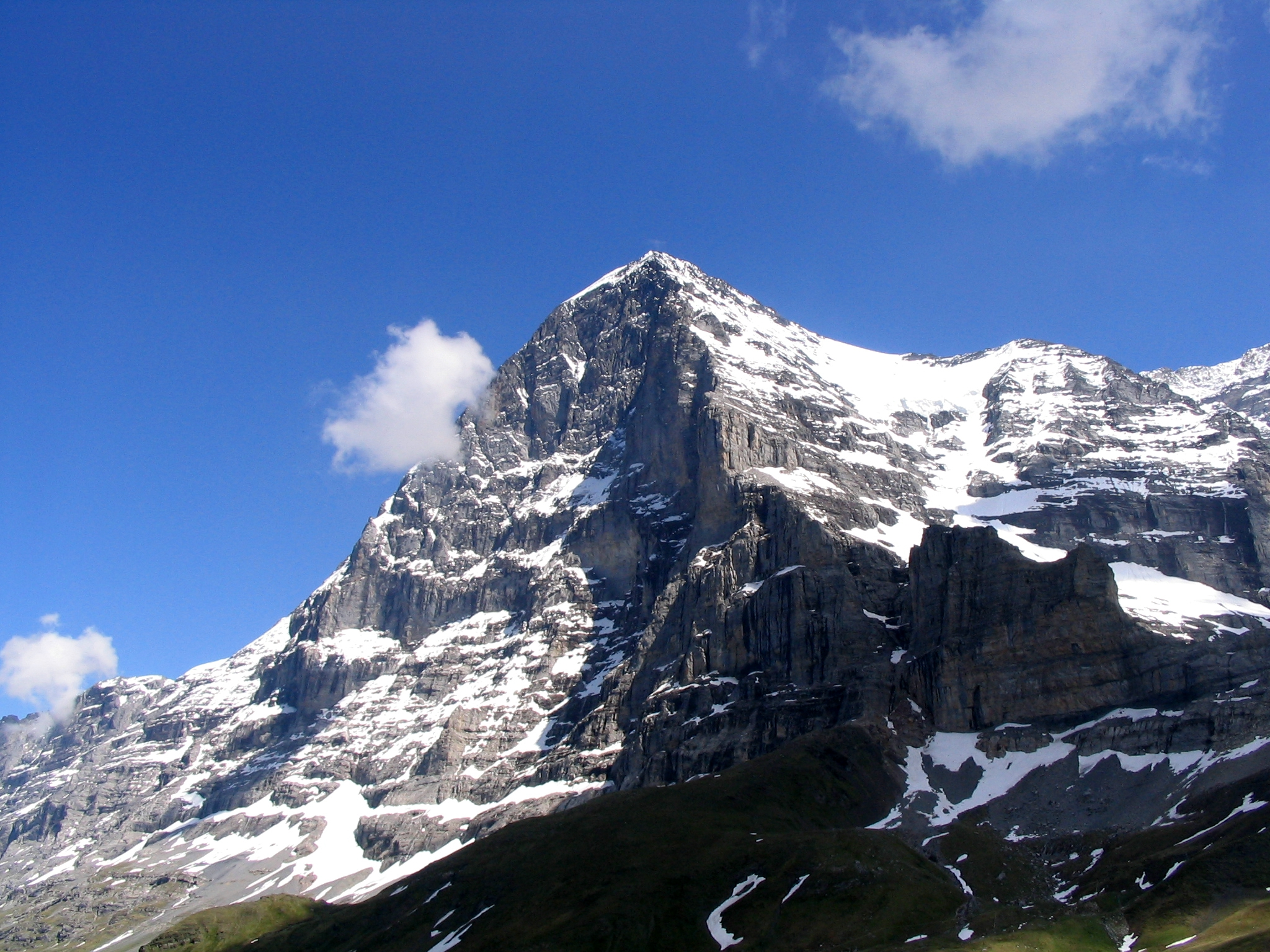
Die Eiger-Nordwand von Nordwesten gesehen.

Ein britischer Bergsteiger schrieb in einem 1864 erschienenen Buch zur Eiger-Nordwand:

«Von den Tausenden, die jährlich unter dem Schatten dieser grandiosen Mauer vorbeigehen, die an Höhe und Steilheit die des Wetterhorns noch übertrifft, ist wohl jeder von dem wilden Abbruch zutiefst beeindruckt. Aber so überwältigend der Anblick dieser Felsabstürze von unten auch sein mag – niemand kann sie richtig einschätzen, der nicht von oben in sie hineingeschaut hat. Nicht einmal in der Dauphiné habe ich einen so jähen, glatten Abbruch gesehen. Ein Stein, der von der Gratkante abbricht, fällt Hunderte Meter hinunter, ohne einmal aufzuschlagen. Es ist fast verblüffend, dass die Westseite dieses massigen Felsberges verhältnismässig leicht zu begehen ist, während die Nordwand so jäh in die Tiefe stürzt, als ob hier der ganze Berg abgeschnitten wäre. Glatt und absolut unersteigbar […]»

Unter Alpinisten wird der Begriff «Nordwand» häufig mit besonderen Schwierigkeiten und Gefahren assoziiert. In den Alpen weisen steile Wände nur bei nordseitiger Ausrichtung grössere Vergletscherungen auf. Durch die fehlende Sonneneinstrahlung dauert es auch länger, bis nach einem Wettersturz die Vereisungen an den felsigen Abschnitten abtauen. In Wänden wie der Eiger-Nordwand löst frisch gefallener Schnee durch die Steilheit bereits bei relativ geringen Neuschneemengen Lawinen aus.
Die Eiger-Nordwand wurde von vielen Bergsteigern als eines der «letzten Probleme» der Alpen betrachtet, vor allem nach der geglückten Begehung anderer Nordwände (Matterhorn und Grandes Jorasses). Im halbrunden Wandaufbau können sich extreme Stürme entwickeln und die Temperaturen auf bis zu −40 °C fallen. Dies passiert auch bei klarem Himmel in der Umgebung der Wand. Auch bei Einbruch einer typischen Kaltfront aus Nordwesten stellt die Nordseite des Eigers das erste hohe Hindernis dar, und das Wettergeschehen der Front ist hier besonders intensiv.
Die Materialentwicklung im alpinen Ausrüstungsbereich hat entscheidend zur Machbarkeit der Eiger-Nordwand beigetragen. Steigeisen mit bis zu zehn Zacken wurden bereits seit Mitte des 19. Jahrhunderts verwendet. Erst mit den seit 1938 verfügbaren zwölfzackigen Modellen wurden Touren im steilen Eis möglich. Bei Verwendung solcher Eisen erübrigte sich das kraftraubende Stufenschlagen im Eis. Allerdings waren zwölfzackige Steigeisen damals sehr teuer. Seit 1911 wurden neben dem Kletterseil auch Fels- und Karabinerhaken verwendet. Erst die damit verbundene Sicherung über Fixpunkte ermöglichte einen Sicherheitsstandard, der die Durchsteigung schwerer Wände erlaubte. Trotz dieser Verbesserungen blieb das Klettern gefährlich; die Sicherungen waren trügerisch. Da das Seil damals ohne Klettergurt um den Körper gebunden wurde, kam es bei grossen Stürzen meist zu schweren inneren Verletzungen.

### Versuche und Erstdurchsteigung

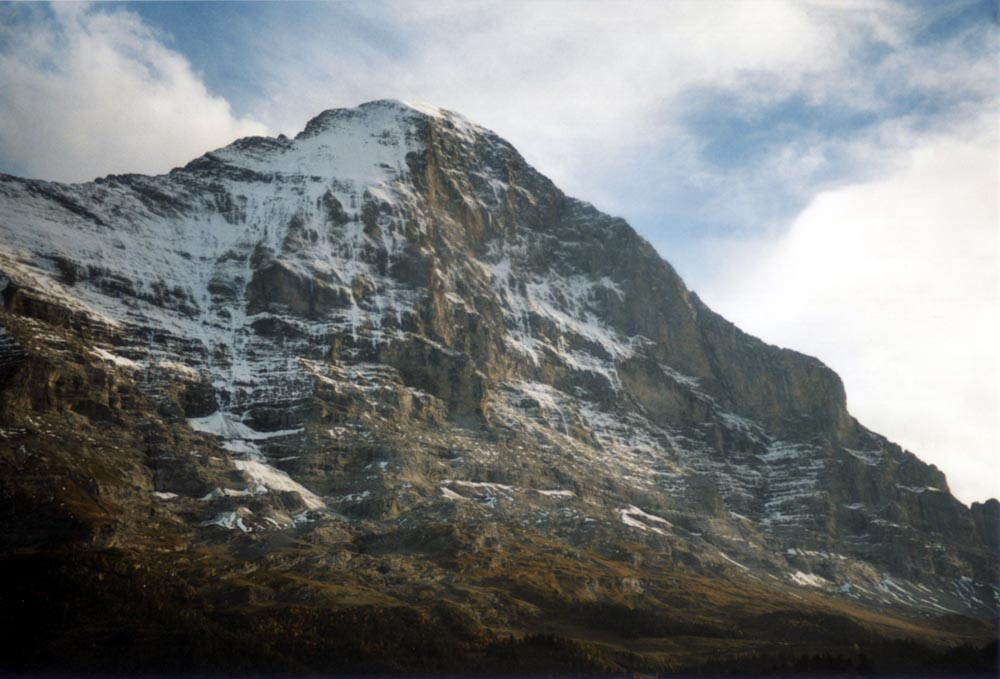
Nordost- und Nordwand, getrennt durch den Nordpfeiler

Die ersten dokumentierten Ambitionen, die Wand zu durchsteigen, werden dem Ramsauer Bergführer Johann Grill zugeschrieben. Als dieser 1883 mit seinem Gast John P. Farrar auf dem Weg zu einer Jungfrau-Überschreitung war, faszinierte ihn die Wand so sehr, dass er nur mit Mühe von einem Einstieg abgehalten werden konnte. Erstmals in der Wand geklettert wurde 1911. Der Grindelwalder Bergführer Christen Almer und sein Zermatter Kollege Joseph Schaler stiegen mit dem Engländer P. H. Thorp von der Kleinen Scheidegg bis unterhalb der Station Eigerwand, von wo sie mit Hilfe eines Seils nach oben gezogen wurden.
Am 20. August 1932 gelang den Schweizern Hans Lauper und Alfred Zürcher mit den Bergführern Josef Knubel aus St. Niklaus und Alexander Graven aus Zermatt die Erstbegehung der Nordostwand in einem Tag ohne künstliche Hilfsmittel. Heinrich Harrer spricht diesbezüglich von der letzten grossen Erstbegehung im klassischen Stil, die der Pickel der besten Schweizer Bergführer eröffnet hatte. Diese erste Route durch die Eiger-Nordostwand ist heute unter dem Namen Lauper-Route bekannt. Die Route führt über 55 Grad steile Eisfelder und weist Kletterschwierigkeiten von V auf.
Der erste ernsthafte Durchsteigungsversuch der Eiger-Nordwand durch die Münchner Max Sedlmayr und Karl Mehringer im August 1935 endete in einer Tragödie. Die beiden hatten eine direkte Route gewählt und erreichten am zweiten Tag das zweite Eisfeld, wo sie von einem Wettersturz überrascht wurden. Drei Tage später wurden die Bergsteiger noch im Bereich des Bügeleisens gesichtet, ehe sich ihre Spur verlor. Versuche von Bergrettern und erfahrenen Alpinisten, die in Not geratenen Münchner zu erreichen, scheiterten in den Folgetagen an den vereisten Felsen und dem Neuschnee. Einen Monat später entdeckte die Besatzung eines Flugzeuges einen der leblosen Körper auf Höhe des dritten Eisfeldes; diese Stelle trägt seitdem den Namen „Todesbiwak“. Eine Besonderheit war zudem die Tatsache, dass eine Bergtragödie erstmals von Schaulustigen mit Fernrohren beobachtet worden war.
Der nächste Erstbegehungsversuch fand im Juli 1936 durch Anderl Hinterstoißer und Toni Kurz sowie Willy Angerer und Edi Rainer statt, welche als getrennte Zweierseilschaften in eine Route eingestiegen waren, die von Angerer und Rainer westlich der Route Sedlmayr/Mehringer erkundet worden war. Im Laufe des Aufstiegs schlossen sich die Seilschaften zusammen und erreichten das erste Eisfeld durch einen von Hinterstoißer eröffneten Quergang, welcher heute noch seinen Namen trägt. Am nächsten Tag wurden die Kletterer noch beim Queren des zweiten Eisfeldes beobachtet, ehe sich die Sicht verschlechterte. Am dritten Tag befanden sich die vier Bergsteiger noch immer auf Höhe des Bügeleisens bzw. des zweiten Eisfeldes, ehe die Beobachter im Tal feststellten, dass sich die Bergsteiger im Abstieg befanden. Zudem konnte durch die Fernrohre festgestellt werden, dass einer von ihnen verletzt sein musste. Im Abstieg gerieten die vier Kletterer in ein Unwetter und wurden vermutlich von einer Lawine erfasst, welche nur Toni Kurz überlebte. Aufgestiegene Bergretter konnten Kurz nicht erreichen und mussten ihn über Nacht in der Wand belassen. Am nächsten Tag starb Toni Kurz bei dem kräfteraubenden Versuch, sich zu den Rettern abzuseilen. Die Bergung der Verunfallten dauerte bis zum Sommer nächsten Jahres, wobei auch der Körper von Sedlmayr gefunden wurde.
Drei Tage nach dem Tod der Bergsteiger erliess die Regierung des Kantons Bern ein Besteigungsverbot der Eiger-Nordwand. Dieses war rechtlich nicht haltbar und wurde im November 1936 wieder aufgehoben. Die alpinen Rettungsstationen wurden jedoch von ihrer Pflicht zur Hilfeleistung an der Eiger-Nordwand entbunden.
Im Juli 1937 erreichten der Salzburger Bertl Gollackner und sein Seilpartner Franz Primas die Eiger-Nordwand. Sie stiegen in die Nordostwand ein, um von dort aus die Nordwand für eine Erstbegehung zu erkunden. Da sie mit einer Rückkehr zum Wandfuss am selben Tag rechneten, waren sie ohne Biwakmaterial und mit nur wenig Proviant unterwegs. Durch die Schwierigkeiten in der Wand, einsetzendes Schlechtwetter und einen Seilsturz von Primas mussten die beiden jeweils eine Nacht in der Wand und am Mittellegigrat verbringen. Beim weiteren Aufstieg starb Gollackner nach zwei weiteren Nächten an Entkräftung, während Primas nach einer weiteren Nacht rund 200 Meter unterhalb des Gipfels von Bergführern gerettet wurde.

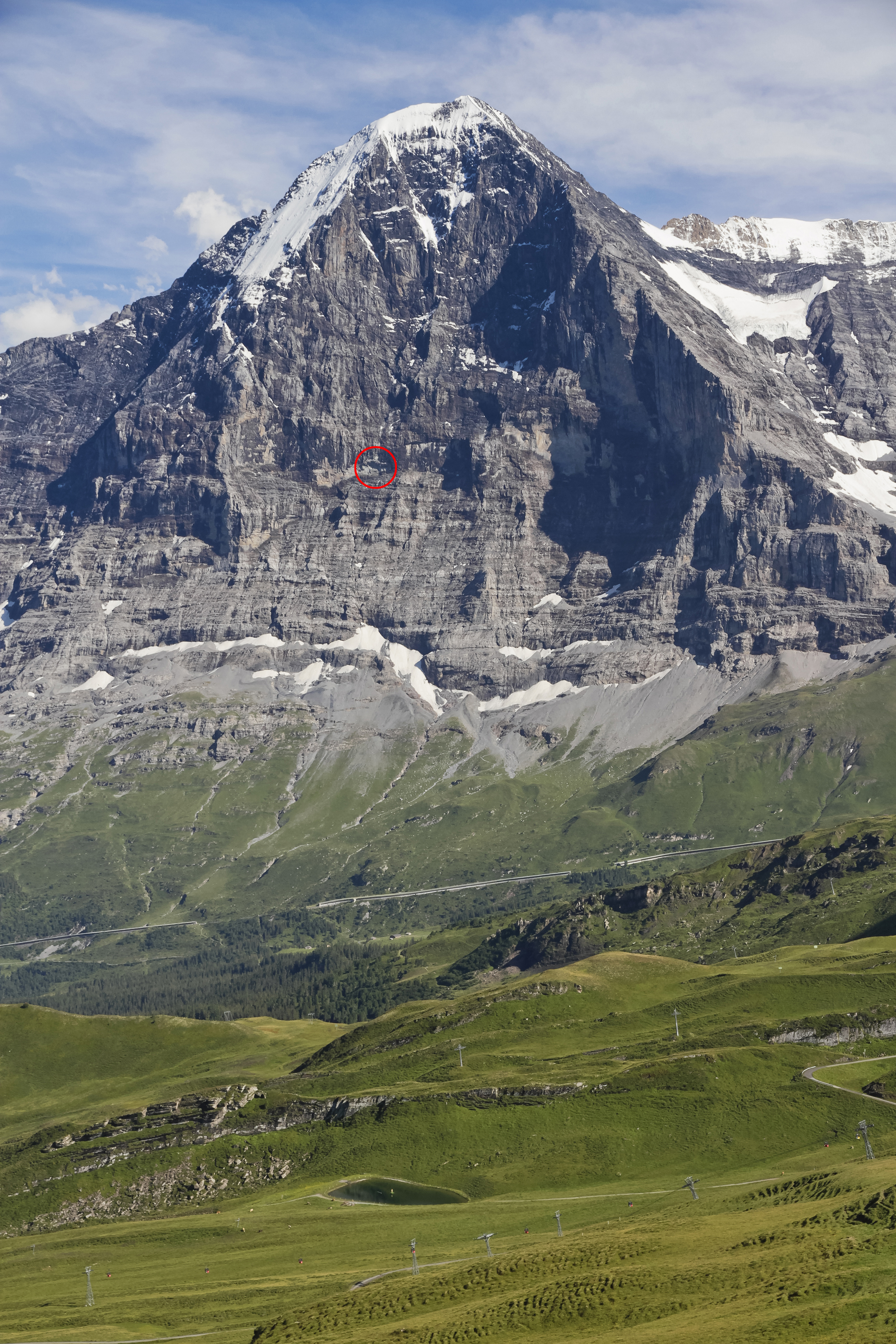
Eiger-Nordwand mit der Tunnelstation der Jungfraubahn, rechts daneben auf etwa gleicher Höhe weitere Stollenlöcher.

Mathias Rebitsch versuchte im August 1937 zusammen mit Ludwig Vörg, die Eiger-Nordwand zu durchsteigen. Sie gelangten einige Seillängen über das Todesbiwak und mussten nach einem Wettersturz den Rückzug antreten. Dies war der erste erfolgreiche Rückzug aus grosser Wandhöhe, nachdem sie sich dort vom 11. bis 14. August aufgehalten hatten. Zu Hilfe kam ihnen, dass sie im Hinterstoißer-Quergang ein Seil zurückgelassen hatten.
Im Juni 1938 stürzten die Italiener Mario Menti und Bortolo Sandri auf Höhe des schwierigen Risses in den Tod, nachdem die beiden von einem Gewitter überrascht worden waren. Die beiden jungen Alpinisten und Arbeiter aus Venetien waren damit bereits die Opfer acht und neun an der Eiger-Nordwand.
Die Erstbegehung gelang schliesslich einen Monat später durch Anderl Heckmair und Ludwig Vörg sowie Fritz Kasparek und Heinrich Harrer. Die beiden Seilschaften waren getrennt in die Wand eingestiegen. Heckmair und Vörg befürchteten jedoch schlechtes Wetter und stiegen zunächst wieder ab. Neben Harrer und Kasparek war zu diesem Zeitpunkt eine weitere Seilschaft in der Wand, die aber nach einer Verletzung ebenfalls den Rückzug antrat. Am frühen Morgen des 22. Juli stiegen Heckmair und Vörg erneut in die Wand ein und erreichten Kasparek und Harrer bereits zwischen dem zweiten und dritten Eisfeld. Sie profitierten von den bereits geschlagenen Stufen, waren aber auch durch ihre zwölfzackigen Steigeisen schneller – Kasparek verfügte nur über Zehnzacker, und Harrer hatte gar keine Steigeisen. Immer noch getrennt kletterten beide Seilschaften weiter, Heckmair übernahm die Führung. Nachdem sie sich mehrfach schon gegenseitig unterstützt hatten, schlossen sich die Seilschaften nach einem gemeinsam überstandenen Lawinenabgang endgültig zusammen. Nach zwei weiteren Biwaknächten und drei gemeinsamen Klettertagen bei schlechter Witterung und unter ständigen Lawinenabgängen wurde um halb vier Uhr in der Nacht zum 24. Juli der Gipfel des Eigers zum ersten Mal über die Nordwand erreicht.

### Begehungen bis 1959

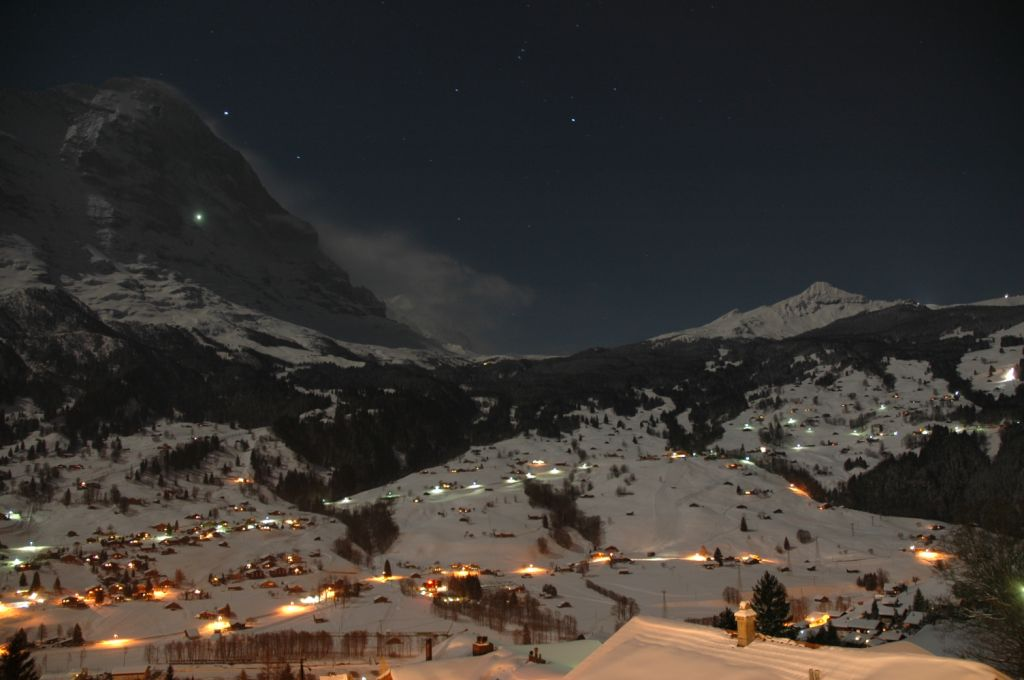
Eiger und Umgebung bei Nacht. In der Nordwand erkennt man die Beleuchtung der Station Eigerwand

Im August 1946 erreichten die Schweizer Edwin Krähenbühl und Hans Schlunegger das Rampeneisfeld, ehe sie sich aufgrund eines Wettersturzes am Folgetag zurückzogen. Die erste Wiederholung der Heckmair-Route gelang im Juli 1947 den Franzosen Lionel Terray und Louis Lachenal. Die dritte Begehung unternahmen die Schweizer Hans und Karl Schlunegger mit Gottfried Jermann im August desselben Jahres, wobei sie ab Höhe des Rampeneisfeldes von einem Unwetter begleitet wurden.
Im Juli 1950 durchstiegen Leo Forstenlechner und Erich Waschak aus Österreich die Eiger-Nordwand erstmals an einem Tag, als sie die Tour innerhalb von 18 Stunden beendeten. Dabei überholten sie die Schweizer Jean Fuchs, Marcel Hamel, Raymond Monney und Robert Seiler, welche sich einen Tag später die fünfte Begehung sicherten.
Im Sommer 1952 ereignete sich ein wahrer Ansturm auf die Eiger-Nordwand, wobei den Franzosen Maurice Coutin und Pierre Julien am 23. Juli die sechste Begehung gelang. Vier Tage später erreichten Josef Larch und Karl Winter aus Österreich in der siebenten Begehung den Gipfel. Am 29. Juli gelang die achte Begehung durch die Seilschaften Hermann Buhl/Sepp Jöchler und Otto Maag/Sepp Maag sowie den Franzosen Jean Bruneau, Paul Habran, Pierre Leroux, Guido Magnone und Gaston Rébuffat. Die drei Seilschaften hatten sich im oberen Wandteil zusammengeschlossen und trennten sich erst wieder auf dem Gipfeleisfeld. Rébuffat gelangen damit als erstem Alpinisten die drei grossen Nordwände der Alpen. Die neunte Begehung gelang Karl Lugmayer, Hans Ratay und Erich Vanis am 8. August, die zehnte Begehung erfolgte am 15. August durch Karl Blach und Jürgen Wellenkamp. Siegfried Jungmaier und Karl Reiss konnten sich die elfte Durchsteigung sichern, wobei sie auch einen Begehungsversuch der Wandstufe zwischen Todesbiwak und Spinne unternahmen.
Im August 1953 durchstiegen Ueli Wyss und Karlheinz Gonda die Eiger-Nordwand und versuchten dabei auch einen Direktaufstieg vom Bügeleisen zur Spinne. Obwohl sie später am Gipfeleisfeld tödlich verunglückten, wurde ihnen die zwölfte Begehung angerechnet. Fünf Tage später schafften Albert Hirschbichler und Erhard Riedl als dreizehnte Seilschaft den Durchstieg.
 Im August 1957 ereignete sich das „Corti-Drama“ um die Italiener Claudio Corti und Stefano Longhi sowie die Deutschen Günter Nothdurft und Franz Mayer. Die Italiener waren östlich der Normalroute durch die Wand gestiegen und waren im Bereich des Hinterstoißer-Querganges von den Deutschen eingeholt worden. Die beiden Seilschaften hielten sich nicht entlang der Normalroute, sondern suchten rund 150 Meter über dem Götterquergang einen Übergang zur Spinne, wobei Longhi ins Seil stürzte und auf einem Felsvorsprung festsass. Zu diesem Zeitpunkt befanden sich die Italiener schon seit sechs Tagen in der Wand, die Deutschen seit vier. Vor den Ausstiegsrissen wurde Corti noch von Steinschlag getroffen und konnte nicht mehr weiter. Diese Stelle trägt heute noch den Namen „Corti-Biwak“. Die Bergsteiger aus Deutschland wollten Hilfe holen und konnten die Wand durchsteigen, verunglückten jedoch tödlich beim Abstieg und verfehlten die aufsteigenden Rettungskräfte wahrscheinlich nur um Stunden. An Cortis Rettung zwei Tage später waren etwa 70 Alpinisten und Rettungskräfte aus fünf Staaten beteiligt, die Corti mittels eines am Gipfelgrat verankerten Stahlseilgerätes aus der Wand holten und damit die bis dahin erste erfolgreiche Rettung aus der Eiger-Nordwand vollbrachten. Für Stefano Longhi kam zu diesem Zeitpunkt jede Hilfe zu spät. Seine Leiche wurde erst zwei Jahre später unter erheblichem Personal- und Zeitaufwand geborgen. Die Körper von Nothdurft und Mayer wurden erst im September 1961 in der Westflanke aufgefunden. Posthum wurde ihnen die 14. Begehung zuerkannt. Die italienische Erstdurchsteigung gelang erst im August 1962 einer Seilschaft unter Armando Aste.
Im August 1958 gelang Kurt Diemberger mit Wolfgang Stefan die 15. Begehung. Lukas Albrecht und Adolf Derungs standen als 16. Seilschaft im August 1959 auf dem Gipfel, gefolgt von Ernst Forrer und Peter Diener im September desselben Jahres.

### 1960 bis 1969
Ab 1960 begannen Versuche, die Eiger-Nordwand im Alleingang, im Winter, oder auf neuen Routen zu durchsteigen. Lothar Brandler, Jörg Lehne und Siegfried Löw scheiterten im Februar 1960 beim Versuch einer Winter-Erstbegehung, ebenso Josef Larch und Karl Frehsner wenige Tage später.
Vom 6. bis zum 12. März 1961 gelang Walter Almberger, Toni Kinshofer, Anderl Mannhardt und Toni Hiebeler die Winter-Erstbegehung der Eiger-Nordwand. Obwohl die Bergsteiger die Wand nicht in einem Zug durchstiegen, sondern im Februar bis zum Stollenloch gelangten und nach einem Schlechtwettereinbruch eine Woche später von diesem aus die Tour beendeten, wurde die Begehung anerkannt.
Der Tiroler Adi Mayr stürzte bei einem ersten Alleinbegehungsversuch am 28. August 1961 vom Bereich des Wasserfallkamins in den Tod, nachdem er am Vortag den Bereich des Todesbiwaks erreicht und dort übernachtet hatte. Auch zwei weitere Alleinbegehungsversuche im Jahr 1962 endeten tödlich:
Der Schweizer Adolf Derungs verunglückte am 31. Juli unterhalb des Hinterstoißer-Querganges, der Österreicher Diether Marchart am 27. August im Bereich des Eisschlauchs. Zudem scheiterte in diesem Jahr auch ein Erstbegehungsversuch durch eine Frau, als die Schweizerin Loulou Boulaz samt Begleitern Michel Darbellay, Yvette Attinger und Michel Vaucher aufgrund Schlechtwetters abbrechen musste. Darbellay gelang dafür vom 2. auf den 3. August 1963 die erste Alleinbegehung der Eiger-Nordwand, nachdem im Juli noch Walter Bonatti auf Höhe des zweiten Eisfeldes gescheitert war.
Vom 13. bis 15. August 1962 bestieg der Winter-Erstbegeher Walter Almberger erneut die Eiger-Nordwand und wurde dabei von Klaus Hoi, Hugo Stelzig und Adi Weißensteiner begleitet. Er wurde damit der erste Bergsteiger, der die Eiger-Nordwand im Sommer und Winter bestiegen hatte.
Im August 1963 verstarben die beiden Spanier Alberto Rabadá und Ernesto Navarro im Bereich der Spinne, nachdem sie vier Tage zuvor in die Wand eingestiegen und von einem Wettersturz überrascht worden waren. Bei der Bergung der Spanier seilten sich die Schweizer Paul Etter, Ueli Gantenbein und Sepp Henkel im Dezember innerhalb von drei Tagen als erste durch die ganze Nordwand ab.
Im Januar 1964 scheiterten Werner Bittner, Rainer Kauschke, Peter Siegert und Gerd Uhner beim viertägigen Versuch einer direkten Route (Direttissima) durch die Nordwand. Vom 1. bis zum 4. September 1964 durchstieg mit Daisy Voog erstmals eine Frau die Eiger-Nordwand. Sie wurde dabei vom beim Direttissima-Versuch beteiligten Werner Bittner geführt. Insgesamt war es die bereits 51. Begehung.
Im August 1965 schaffte Mitsumasa Takada unter dramatischen Umständen die japanische Erstbegehung der Heckmair-Route, welche seit Anfang der 1960er-Jahre heiss umkämpft war. Nachdem er zusammen mit Tsuneaki Watabe am zweiten Tag auf Höhe des dritten Eisfeldes in ein Unwetter geraten war, mussten sie sich ab dem nächsten Tag durch die vereiste und verschneite Wand kämpfen. In den Ausstiegsrissen waren sie zu einer dritten Übernachtung gezwungen und hatten am vierten Tag bereits die grössten Schwierigkeiten hinter sich, als Watabe unter dem Gipfeleisfeld zu Sturz kam und verletzt im Seil hängen blieb. Takada schaffte die letzten rund 300 Meter ungesichert zum Gipfel und konnte noch in derselben Nacht über die Westflanke absteigen und Hilfe alarmieren. Watabe war jedoch in der Zwischenzeit tödlich abgestürzt; sein Körper wurde im Bereich des Wandvorbaus geborgen.
Von Februar bis März 1966 eröffnete eine gemeinsame Seilschaft aus England, den USA und Deutschland eine Direttissima-Route durch die Nordwand und benannte diese nach John Harlin, welcher unterhalb der Spinne einem Seilriss zum Opfer gefallen war und so zum Zusammenschluss der drei getrennt agierenden Seilschaften geführt hatte. Zu den Kletterern zählten Dougal Haston, Siegfried Hupfauer, Jörg Lehne, Chris Bonington, Don Whillans, Günther Strobel und Karl Golikow.
Beim ersten Alleingangsversuch dieser Route verschwand der Franzose Roland Trivellini im März 1967 spurlos. Vier Monate später stürzten Fritz Eske, Günter Kalkbrenner, Kurt Richter und Günter Warmuth unterhalb des Hinterstoißer-Quergangs bei schlechten Sichtverhältnissen in den Tod. Die vier hatten sich teilweise seilfrei in der Wand bewegt. Bis 1. September 1967 durchstieg die Französin Christine de Colombel als erst zweite Frau die Wand; begleitet wurde sie von ihrem Landsmann Jack Sangnier.
Ein japanisches Team eröffnete von Juli bis August 1969 mit riesigem Materialaufwand eine zweite Direttissima-Route, welche über die teilweise überhängende Rote Fluh verläuft.

### 1970 bis 1979

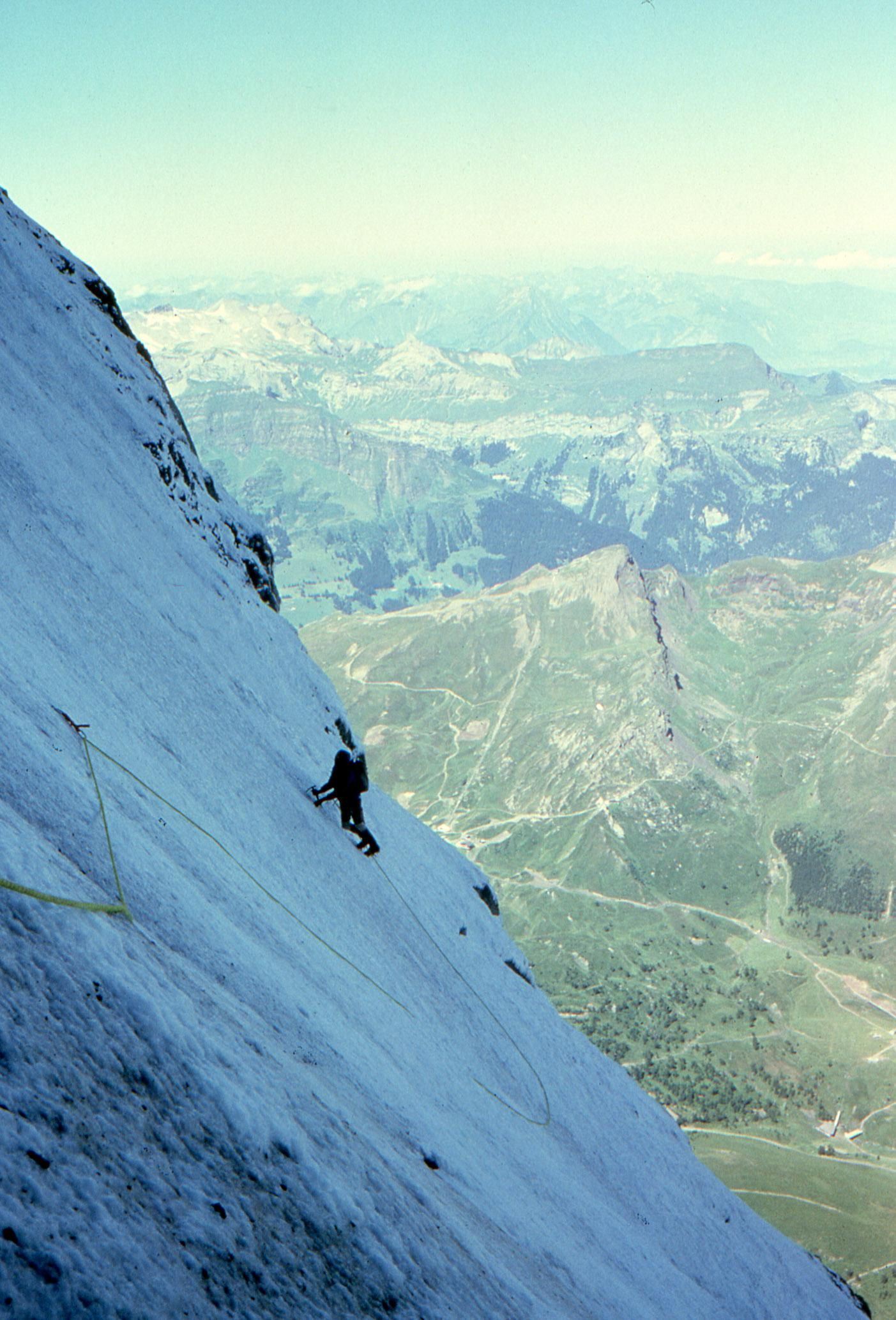
Bergsteiger im zweiten Eisfeld (1979).

Die im August eröffnete „Japaner-Direttissima“ oder auch „Sommer-Direttissima“ wurde bereits im Januar 1970 von den Schweizern Otto von Allmen, Max Dörfliger, Peter Jungen, Hans Müller und Hanspeter Trachsel wiederholt. Ebenfalls im Januar ereignete sich auch die erste Winterrettung aus der Eiger-Nordwand, als mittels Stahlseilgerät der am Bein verletzte Japaner Kenji Kimura aus den Ausstiegsrissen hochgezogen wurde.
Im September 1971 gelang die erste Rettung von Kletterern aus der Nordwand mittels Hubschrauber, als der Pilot Günther Amann die beiden Bergsteiger Peter Siegert und Martin Biock vom Rande des zweiten Eisfeldes ausflog. Die Bergsteiger aus Deutschland waren in einen Wettersturz geraten und hatten ihren Essenskocher verloren, waren drei Tage in der Wand und hatten die Rettung durch ihren Abstieg vom Todesbiwak noch unwissentlich erschwert.
Im August 1973 durchstiegen die Polinnen Wanda Rutkiewicz, Danuta Geller-Wach und Stefania Egierszdorff als erste Frauen-Seilschaft die Nordwand.
Im August 1974 stellten Reinhold Messner und Peter Habeler aus Südtirol mit zehn Stunden einen Geschwindigkeitsrekord für Seilschaften in der Heckmair-Route auf und überholten dabei in der Wand drei weitere Seilschaften.
Im August 1976 eröffneten die Tschechen Jiří Smíd, Sylva Kysilková, Petr Plachecky und Josef Rybička eine neue Route durch die Nordwand, welche sich westlich der Japaner-Direttissima befindet. Der „Tschechenpfeiler“ zieht im unteren Teil durch die rechte Seite der Roten Fluh und endet als erste Route nicht auf dem Gipfel, sondern bereits auf etwa 3700 m auf dem Westgrat. Die „Tschechenroute II“ entstand von Januar bis Februar 1978 im östlichen Wandteil und geht ebenfalls nicht bis zum Gipfel.
Vom 3. bis zum 9. März 1978 schaffte der Japaner Tsuneo Hasegawa die erste Winter-Alleinbegehung der Heckmair-Route und kam damit nur knapp dem Franzosen Ivano Ghirardini zuvor, der in dieser Saison erstmals alle drei grossen Nordwände der Alpen im Winter durchstieg.
Im April 1978 scheiterte der Versuch einer Gruppe aus Tschechien, eine neue Direttissima-Route, zwischen den bereits bestehenden, zu eröffnen. Nachdem am 24. April Dieter Smeikal mit schweren Erfrierungen vom zweiten Eisfeld ausgeflogen worden war, stürzten fünf Tage später die Bergsteiger Jiří Pechouš und Jiří Šlégl von oberhalb der Spinne in den Tod. Im August 1979 vollendeten Michel Piola und Gérard Hopfgartner mit dem „Genferpfeiler“ die erste moderne Freikletterroute.

### 1980 bis 1989
Im Februar 1980 gelang der Vorarlbergerin Claudia Heissenberger als erster Frau die Winterbegehung. Begleitet wurde sie von Wolfgang Loacker, Beat Kammerlander, Dietmar Galehr und dem erst 17-jährigen Wilfried Amann, dem bis dahin jüngsten Nordwanddurchsteiger.
1981 durchstieg der Brite Eric Jones im Alleingang die Heckmair-Route und wurde dabei von Leo Dickinson gefilmt, der von einem Hubschrauber im Bereich des Todesbiwaks abgesetzt worden war. Jones hatte die Nordwand bereits 1970 mit Seilpartnern durchstiegen. Aus dem Filmmaterial entstand die Dokumentation „Eiger Solo“, welche erstmals nahe Einblicke von der Wand und dem Klettern darin ermöglichte.
Im August 1981 stellte der Schweizer Ueli Bühler einen neuen Geschwindigkeitsrekord auf, als er die Heckmair-Route in acht Stunden durchkletterte. Zwei Tage später knackten Marcel Rüedi, Hans Howald und Christel Howald die schwierige, rund 1300 m hohe Nordverschneidung im östlichen Wandteil. Nur einen Tag nach diesem Erfolg durchstieg die Dreierseilschaft auch noch die klassische Heckmair-Route.
Im Sommer 1982 entstanden zwei neue Freikletterrouten im westlichen Wandteil durch den Alleingeher Franček Knez („Knez-Route“) sowie die Schweizer Kaspar Ochsner und Urs Brunner („Schlupfloch“). Von März bis April 1983 durchkletterte der Slowake Pavel Pochylý eine Ideal-Direttissima vom Wandfuss bis zum Gipfel, wobei er bis zum zweiten Eisfeld der Route von Mehringer/Sedlmayr aus dem Jahr 1935 und im oberen Teil einer von Tschechen im Jahr 1978 erkundeten Route folgte. Thomas Bubendorfer stellte im Juli 1983 einen neuen Geschwindigkeitsrekord auf, als er in viereinhalb Stunden durch die Heckmair-Route stieg. Ein paar Tage zuvor hatte er die Route mit Peter Rohrmoser erkundet.
Im Juli 1983 entstand zudem eine neue Direttissima-Route durch den westlichen Wandteil, welche auf 1400 Metern über den markantesten Pfeiler oberhalb der Roten Fluh führt. Benannt ist sie nach ihren Begehern, Michel Piola und René Ghilini. Eine weitere schwierige Route durch die Nordwand wurde mit dem „Toni Hiebeler-Gedächtnisweg“ im März 1985 durch die drei Tschechen Jiří Šmíd, Michal Pitelka und Čestmír Lukeš eröffnet. Im Juli 1985 folgte die „Slowenenroute“ im östlichen Wandteil durch Franček Knez, Marjan Frešer und Dani Tič. Im September 1985 konnte Daniel H. Anker als erster im Alleingang die Nordverschneidung vollenden.
In der folgenden Zeit konzentrierten sich Alpinisten in der Eiger-Nordwand auf die Wiederholung bereits bekannter Routen. Kleinere Neurouten durch kurze Wandabschnitte fanden weniger Beachtung oder wurden, aufgrund ihrer Kombination mit bereits vorhandenen Routen, nicht als eigenständige Touren anerkannt. Hervorzuheben ist noch die 15-stündige Durchsteigung der Japaner-Direttissima durch Heinz und Ueli Bühler im Februar 1989.

### 1990 bis 1999
Das Jahrzehnt begann im Januar mit der 27-stündigen Solodurchsteigung der John-Harlin-Direttissima durch den Slowenen Slavko Svetičič.
Am 24. Februar 1991 gelang dem Schweizer Martin Beerli der erste Gleitschirmstart aus der Eiger Nordwand.
Von Februar bis März 1991 wurde mit der „Métanoïa“ eine neue grosse Nordwandroute durch den Amerikaner Jeff Lowe im Alleingang und ohne Bohrhaken eröffnet; eine Wiederholung dieser schwierigen Tour gelang erst im Dezember 2016 durch die Dreierseilschaft Thomas Huber, Roger Schäli und Stephan Siegrist.
Am 10. März 1992 schrieb Catherine Destivelle Alpingeschichte, nachdem sie als erste Frau die Heckmair-Route im Alleingang, im Winter und innerhalb eines Tages durchsteigen konnte. Im Sommer 1994 wurde zudem eine niederländische Seilschaft erstmals mit der Longline-Technik per Hubschrauber aus dem oberen Teil des Genferpfeilers gerettet. Im Januar 1996 erfolgte die erste Nachtrettung aus der Wand, als eine schlecht ausgerüstete Schweizer Seilschaft vom Götterquergang ausgeflogen werden musste.
Im Oktober 1997 durchstieg der Italiener Benedetto Salaroli mit 72 Jahren als bis dahin ältester Bergsteiger die Heckmair-Route vom Stollenloch bis zum Gipfel, wobei er von Ueli Bühler und Kobi Reichen geführt wurde.
Im September 1999 kletterten für das Fernsehen vor und mit laufenden Kameras die Bergführer Evelyne Binsack, Stephan Siegrist, Hansruedi Gertsch und Ralf Dujmovits durch die Heckmair-Route. „Eiger-Nordwand live“ wurde im Internet übertragen.

### 2000 bis 2009

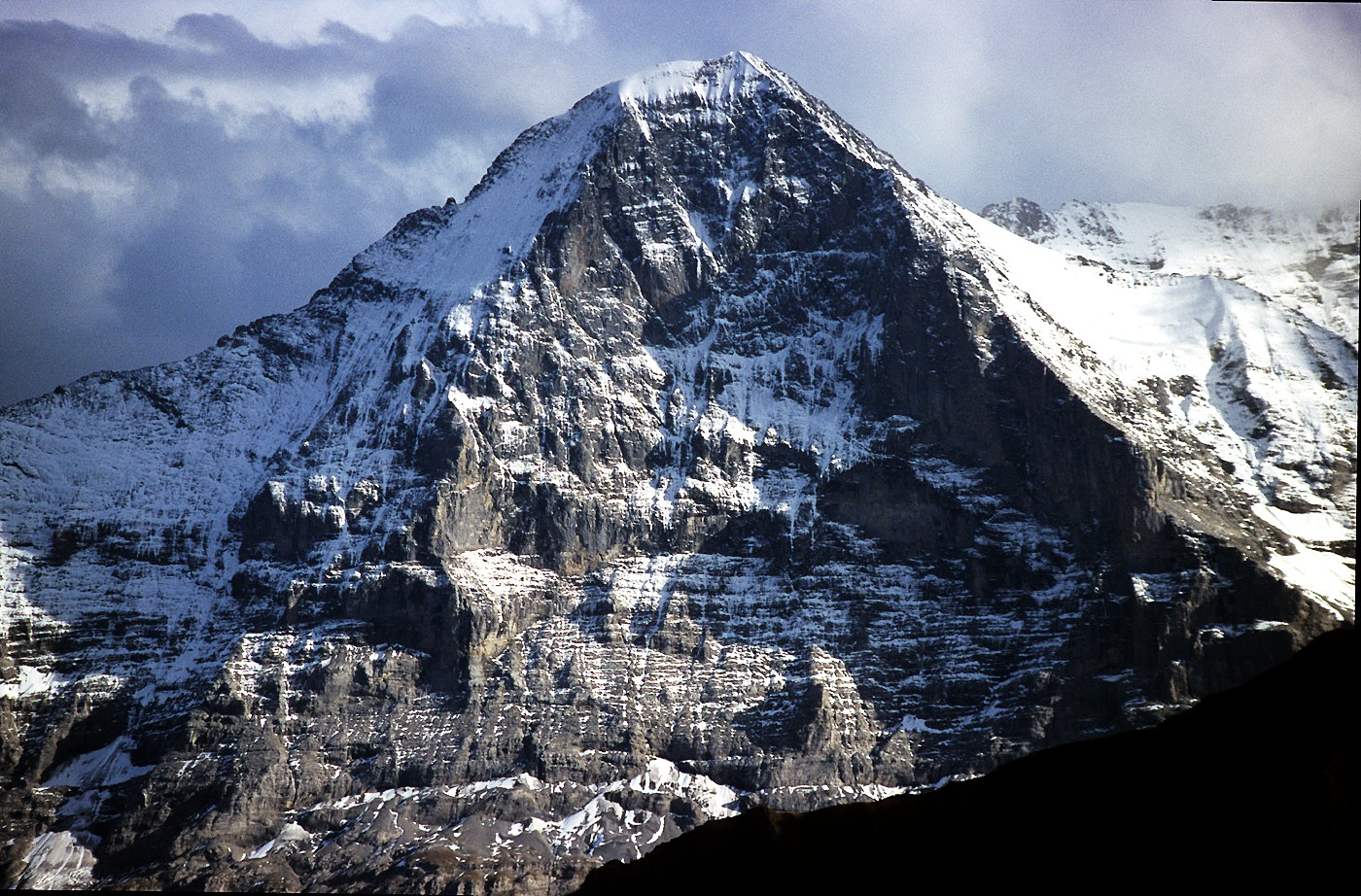
Nordansicht des Eigers

Im August 2000 vollendeten Daniel H. Anker und Stephan Siegrist die Route „La vida es silbar“, die bis dahin freiklettertechnisch anspruchsvollste Route durch die Eigernordwand. Die Tour ist etwa 900 Meter hoch und führt vom Stollenloch über die Rote Fluh und den Tschechenpfeiler auf den Westgrat. Anker und Siegrist hatten seit 1998 an der Route gearbeitet.
Am 12. September 2000 stürzten der Engländer Matthew Hayes und der Neuseeländer Phillip O’Sullivan vom zweiten Eisfeld in den Tod; das Unglück wurde von einem britischen TV-Sender gefilmt und vom Schriftsteller Joe Simpson beobachtet, der das Erlebnis später in seinem Buch „The Beckoning Silence“ beschrieb.
Stephan Siegrist und Ueli Steck eröffneten im Oktober 2001 mit „The Young Spider“ eine neue Nordwandroute, welche von der Station Eigerwand in direkter Linie über das Todesbiwak und die Spinne zur Gipfelwand führt. Es ist die erste direkte Nordwandroute zum Gipfel seit der Ideal-Direttissima von 1983.
Für den Dokumentarfilm „Eiger-Nordwand – Auf den Spuren der Erstbesteiger“ durchstiegen Stephan Siegrist und Michal Pitelka im August 2002 die Heckmair-Route mit der Ausrüstung der Erstbegeher von 1938, wobei sie von Thomas Ulrich gefilmt wurden. Pitelka kannte die Route bereits von einer Solobegehung 1992, Siegrist hatte diesen klassischen Anstieg bereits dreimal gemeistert.
Siegrist war es auch, der im Juli 2004 zusammen mit Ueli Steck den Geschwindigkeitsrekord für Seilschaften an der Heckmair-Route einstellte; die beiden kletterten in neun Stunden durch die Wand und unterboten damit den Rekord von Messner/Habeler aus dem Jahr 1974 um eine Stunde. Im März 2003 hatte Christoph Hainz an der Heckmair-Route einen neuen Solo-Geschwindigkeitsrekord mit viereinhalb Stunden aufgestellt. Dies markierte den Beginn zahlreicher Geschwindigkeitsrekorde in den kommenden Jahren.
Im Januar 2005 stürzten die Italiener Claudio Chiaudano und Roberto Moreschi aus nicht geklärten Gründen im Bereich des zerschrundenen Pfeilers in den Tod. Laut dem Autor Rainer Rettner handelte es sich dabei bereits um die Todesopfer 62 und 63 an der Eiger-Nordwand.
Fast 40 Jahre nach dem Tod seines Vaters im Jahr 1966 durchstieg John Harlin III die Eiger-Nordwand im September 2005 mit Robert Jasper und Daniela Jasper. Der dabei gedrehte Film „The Alps“ kam im Frühjahr 2007 in die Kinos.
Im Februar 2006 eröffnete eine russische Seilschaft eine neue Direttissima vom Wandfuss bis zum Gipfel. Die von Jewgenij Dmitrienko, Wladimir Archipow, Pawel Malygin und Dmitri Tsyganow eröffnete „Russen-Direttissima“ verläuft nahe der Pochylý-Route.
Am 21. Februar 2007 stellte Ueli Steck einen neuen Rekord in der Heckmair-Route auf, als er die Tour im Alleingang in nur 3 Stunden und 54 Minuten bewältigte. Am 13. Februar 2008 stellte er seinen eigenen Rekord mit 2 Stunden und 47 Minuten ein. Im Januar wurde auch der Seilschaftsrekord gebrochen, als Simon Anthamatten und Roger Schäli in 6 Stunden und 50 Minuten durch die Nordwand kletterten. Dieser Rekord wurde bereits einen Monat später von Dani Arnold und Stephan Ruoss um 40 Minuten unterboten.
Ende März 2009 durchstiegen Fabian Eberli und Ueli Frey die Heckmair-Route, ehe sie beim Abstieg in einem Wettersturz auf der Westflanke ums Leben kamen. Aufgrund der wetterlichen Bedingungen konnten sie erst eine Woche später geborgen werden. Im August 2009 gelang Robert Jasper und Roger Schäli die erste freie Begehung der Japaner-Direttissima.

### Seit 2010

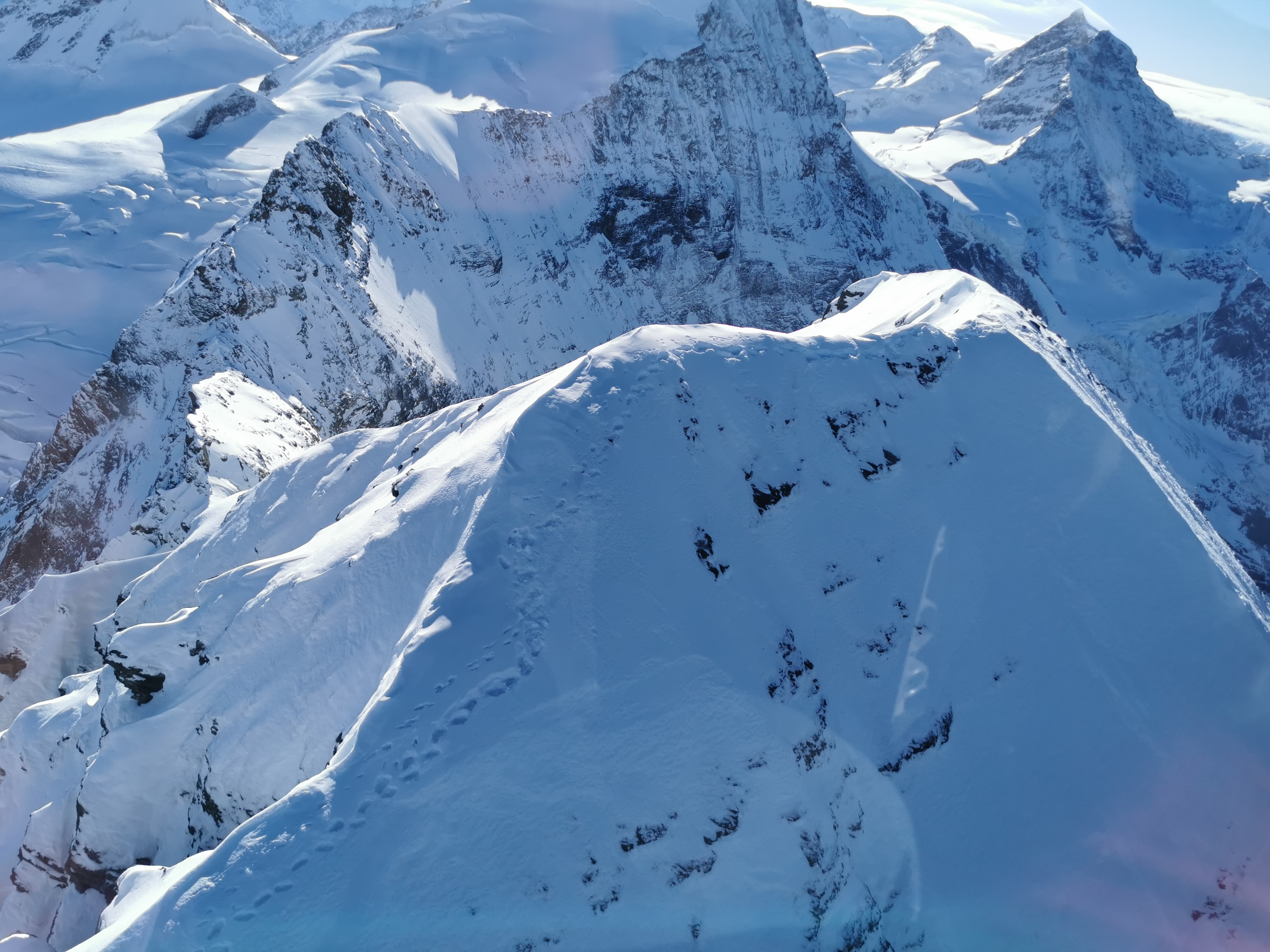
Über dem Grat der Eigernordwand

Am 31. Juli 2010 stürzten die Brüder Stefan und Robert Dietrich unterhalb des Stollenloches ab und starben.
Im Oktober 2010 bestiegen Ueli Steck und Bruno Schläppi den Eiger auf der Heckmair-Route in 5 Stunden und 3 Minuten und stellten damit einen neuen Seilschaftsrekord auf. Im Februar 2011 unterboten Roger Schäli und Simon Gietl diese Zeit um 38 Minuten. 
Im April 2011 durchstieg Dani Arnold diese Route als Alleingeher in 2 Stunden und 28 Minuten. Dabei benutzte er allerdings im Hinterstoißer-Quergang und in den Ausstiegsrissen vorhandene Fixseile.
2011 verunglückte der erfahrene Tessiner Giovanni Quirici am Genferpfeiler und 2013 ein Bergsteiger aus Österreich im Bereich der Lauper-Route. Damit wurde die Marke von inzwischen 70 Todesopfern an der Wand überschritten. 
Am 11. November 2015 stellten Ueli Steck und Nicolas Hojac einen neuen Speedrekord für eine Seilschaft in der Heckmair-Route auf, als ihnen die Tour in 3 Stunden und 46 Minuten gelang. Am 16. November 2015 schaffte Ueli Steck zudem in 2 Stunden und 22 Minuten einen neuen Rekord für eine Solobegehung der Route.
Am 31. März 2017 durchstieg Peter Habeler im Alter von 74 Jahren die Heckmair-Route mit David Lama und wurde damit der bis dato älteste Nordwand-Durchsteiger. Aus dem Filmmaterial dieser Begehung wurde eine Folge für die Reihe Bergwelten von ServusTV.
Im März 2022 durchstieg die 25-jährige Laura Tiefenthaler die Nordwand über die Heckmair-Route, solo in 15 Stunden.
Anfang September 2023 ereignete sich im Bereich der Route "Ghilini-Piola Direttissima" der Sturz einer Felsschuppe mit etwa 200 Kubikmetern Volumen. An diesem Tag war ein Temperatursturz von 20 Grad erfolgt. Erst kurz zuvor hatten Peter von Känel und Silvan Schüpbach die Erstdurchsteigung der neuen Route «Renaissance» in diesem Teil der Wand abgeschlossen. Ein Jahr später im September 2024 ereignete sich ein weiterer Felssturz.
Nach einer Idee aus dem Jahr Jahr 2017 wollte Thomas Huber eine neue Route, eine «klare Linie mitten durch die Wand» eröffnen. Im März 2025 gelang das Vorhaben zum fünften Mal nicht, diesmal wegen der Erkrankung von Stephan Siegrist.
Am 5. April 2025 schafften der Schweizer Nicolas Hojac und der Österreicher Philipp Brugger einen neuen Geschwindigkeitsrekord für eine Nonstop-Begehung der Nordwände von Eiger, Mönch und Jungfrau, wobei sie die Tour in 15 Stunden und 30 Minuten absolvierten. Die Eigernordwand durchstiegen sie dabei in völliger Dunkelheit über die Heckmair-Route, wofür sie 5 Stunden und 43 Minuten benötigten. Sie unterboten dabei den seit 21 Jahren bestehenden Rekord von Ueli Steck und Stephan Siegrist um knapp 10 Stunden.

## Erstdurchsteigung und Nationalsozialismus
Im Rahmen der Olympischen Spiele von 1936 versprach der Diktator Adolf Hitler den Erstbesteigern der Eiger-Nordwand eine Goldmedaille. Der reichsdeutsche Botschafter in Österreich, Franz von Papen, unterzeichnete am 11. Juli 1936 das sogenannte Juli-Abkommen mit Österreich, das von Hitler als Vorstufe zum Anschluss seines Heimatlandes an das Deutsche Reich gesehen wurde. Die NS-Propaganda nahm mit Freude die Nachricht auf, dass am Fuss des Eigers Seilschaften aus dem Deutschen Reich und Österreich darauf warteten, in die Wand einsteigen zu können. Ein gemeinsamer Aufstieg und Gipfelsieg wären ein willkommenes Symbol auch für einen Zusammenschluss auf politischer Ebene gewesen.

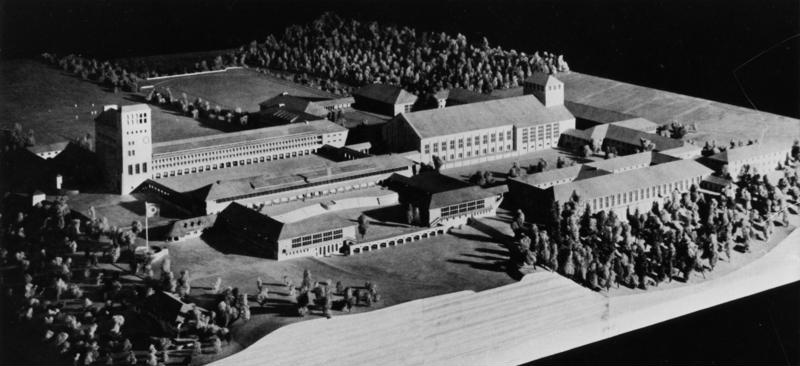
Modell der NS-Ordensburg Sonthofen, bei der Heckmair und Vörg zur Zeit der Erstbegehung angestellt waren

1938 hatte die NS-Ordensburg Sonthofen Bergführer gesucht, worauf Ludwig Vörg, der bereits Erzieher für Sport an der Ordensburg war, Anderl Heckmair eine Stelle vermittelte. Die beiden erhielten für ihr Vorhaben, die Eiger-Nordwand zu besteigen, von den Vorgesetzten freien dienstlichen Spielraum. Ihnen wurde auch Geld zur Finanzierung angeboten, das sie jedoch ablehnten. Nur ein Angebot zur Vervollständigung der Ausrüstung nahmen sie an. Dadurch konnten sie sich die teure, moderne Ausrüstung leisten.
Bereits vor der Eiger-Expedition war Harrer der SS (ab 1. April 1938) und der NSDAP (ab 1. Mai 1938) beigetreten. Er wurde Sportinstruktor der SS im Rang eines SS-Oberscharführers, eine Tätigkeit, die er jedoch nach eigenem Bekunden nie ausübte. Harrer nannte diese Beitritte später einen «dummen Fehler» und «ideologischen Irrtum».
Nach der Erstbegehung wurde der Erfolg von der Nazipropaganda als «Zeugnis des unbeugsamen Siegeswillens unserer Jugend» gefeiert. Karl Prusik wird mit den Worten: «Ein Volk, das solche Söhne hat, kann nicht untergehen!» zitiert. Für den gebürtigen Österreicher Hitler war das Unternehmen ein Beweis für die Überlegenheit der "deutschen Herrenrasse". In Breslau empfing er das Erstbegeher-Quartett, über dessen Fortschritte in der Wand er sich regelmässig hatte berichten lassen. Im Zentralverlag der NSDAP erschien 1938 das Buch Um die Eiger-Nordwand, in dem die vier Erstbesteiger von ihren Erlebnissen berichten.
Den Vorwurf, die Nordwand «für die Nationalsozialisten» versucht und durchstiegen zu haben, stritten die Erstbegeher ab. Sie waren sich aber bewusst, dass ein Erfolg ihr weiteres Leben positiv beeinflussen konnte. Harrer beispielsweise hoffte, dass die zuständigen Stellen auf ihn aufmerksam würden und er die Möglichkeit bekäme, an einer Expedition zum Nanga Parbat teilnehmen zu können. Fritz Kasparek bekam nach der erfolgreichen Durchsteigung von Heinrich Himmler persönlich das Angebot, in die SS einzutreten, das er auch annahm.

## Routen

### Heckmair-Route

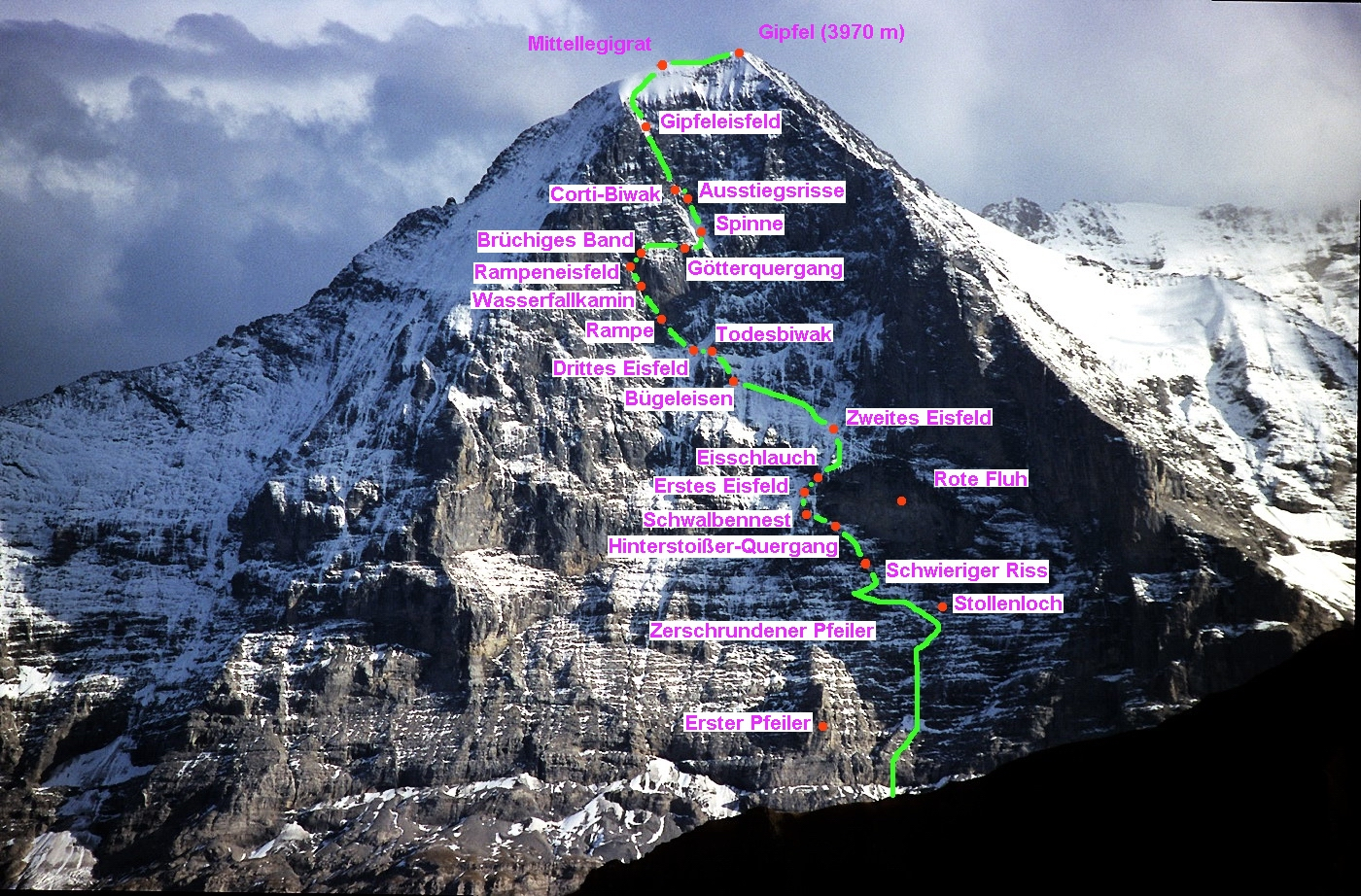
Die Heckmair-Route

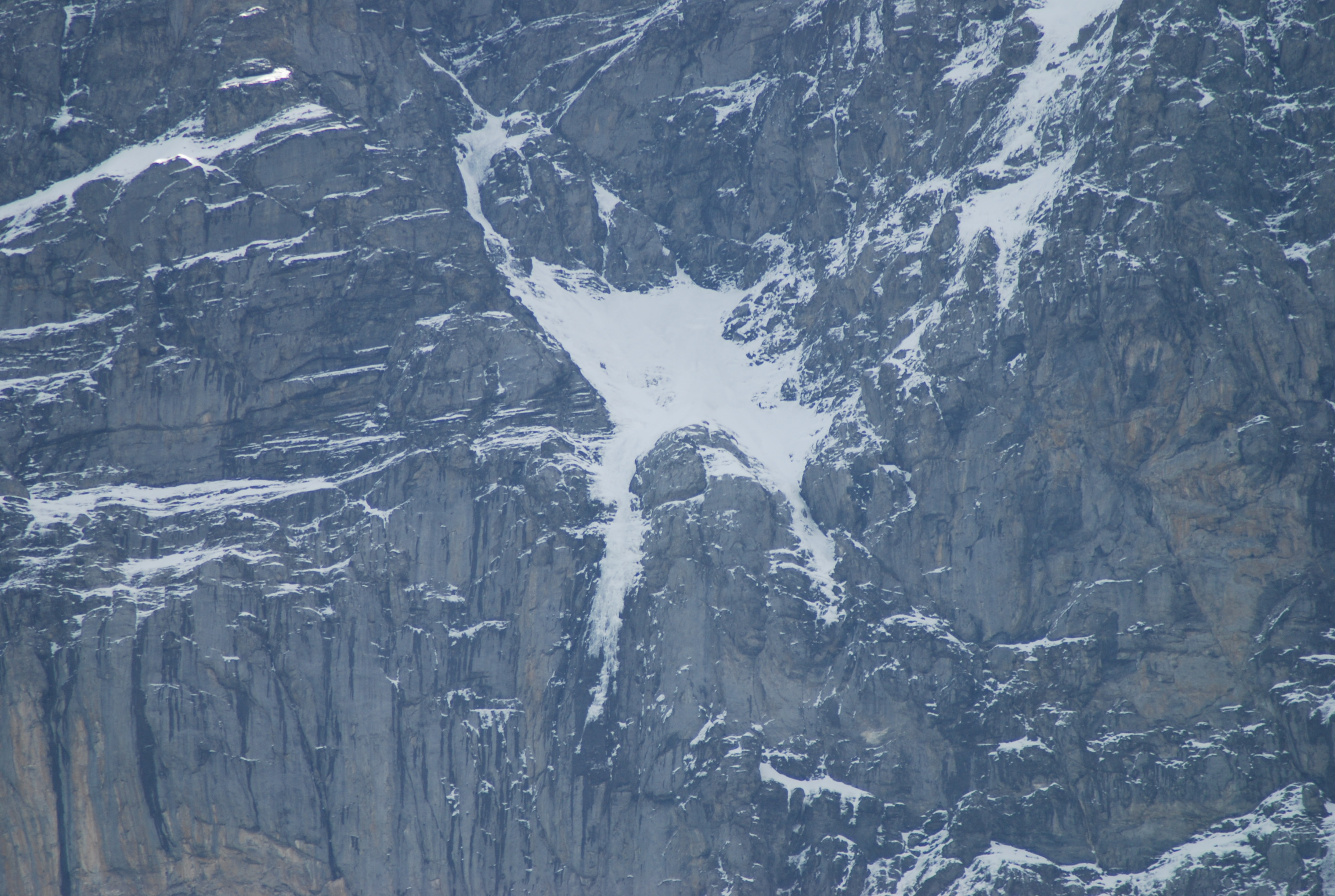
Routenabschnitt «Spinne»

Die bekannteste und heute übliche Route durch die Eiger-Nordwand ist der Weg der Erstbegeher, die Heckmair-Route. Sie wird mit der Gesamtschwierigkeit SS bewertet, und beim Klettern muss der V. Schwierigkeitsgrad beherrscht werden. Den Bergsteiger erwarten zwei bis drei Tage Kletterei, die Länge der Tour kommt durch die vielen Quergänge zustande; die Wandhöhe von 1800 Metern wird über eine Kletterstrecke von vier Kilometern absolviert.
Insgesamt befinden sich an der Route 17 markante, benannte Stellen. Nach dem Einstieg westlich des Ersten Pfeilers führt die Route relativ direkt in der Wand nach oben, bevor sie auf das Stollenloch zu nach Westen abknickt. Auf der Höhe des Stollenlochs wendet man sich nach Osten. Nach einer erneuten Richtungsänderung wird der Schwierige Riss erreicht, der für die Kletterer Schwierigkeiten von V, A0 bereithält und die erste Schlüsselstelle der Route ist. Aufsteigend folgt die Linie dem Verlauf der Roten Fluh, einer hellen glatten Wandstelle, ohne diese zu betreten. So erreicht der Bergsteiger den Hinterstoißer-Quergang. Die 30 Meter breite Felsplatte ist mit Fixseilen gesichert, so dass ein Klettermanöver wie das des Plattenerstbegehers Hinterstoißer nicht mehr nötig ist. Nach dem Quergang schliesst sich das Schwalbennest an, ein beliebter Biwakplatz nach dem ersten Viertel der Kletterstrecke. Über das erste Eisfeld und den Eisschlauch strebt die Route dem zweiten Eisfeld zu. Nach dessen Bewältigung verläuft die Strecke in östlicher Richtung auf das Bügeleisen zu, ein Felssporn, der das zweite und das dritte Eisfeld voneinander trennt. Etwas weiter oben erreichen die Besteiger das Todesbiwak. Der Name dieses beliebten Biwakplatzes nach halber Kletterstrecke ist darauf zurückzuführen, dass dort die Deutschen Mehringer und Sedelmayr zum letzten Mal lebend gesehen wurden. An das Todesbiwak schliesst sich das dritte Eisfeld an, und der Weg führt in die Rampe. In dieser befindet sich der Wasserfallkamin (Schwierigkeit V, A0), nach dessen Durchkletterung das Rampeneisfeld folgt. Über das Brüchige Band (Brüchiger Riss) gelangt man nach Westen querend zum Götterquergang. An dessen Ende wartet die Spinne, ein Firnfeld in der Gipfelwand. Firncouloirs, die von oben her in die Spinne führen, und solche, die nach unten aus der Spinne herausführen, vermitteln den Eindruck einer riesigen Spinne. Der Route nach oben folgend erreicht der Kletterer die Ausstiegsrisse und steigt weiter zum Corti-Biwak. Hier hatte Claudio Corti bis zu seiner Rettung ausgeharrt. Der Aufstieg verläuft nach oben zum Gipfeleisfeld, von dem aus die Heckmair-Nordwandroute auf dem Mittellegigrat endet. Diesem aufwärts folgend wird der Gipfel erreicht.

### Weitere Routen

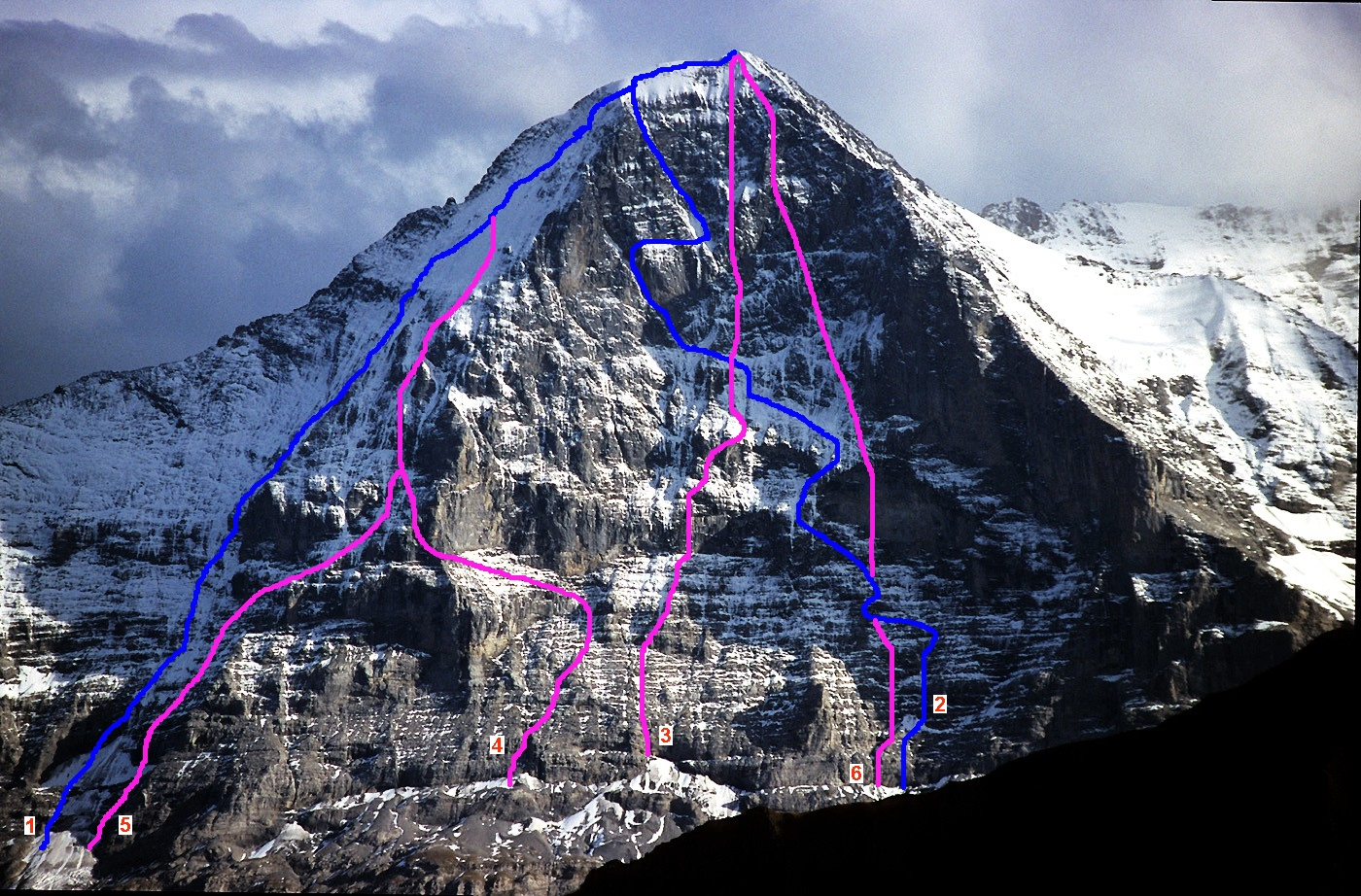
Die Routen von 1932 bis 1969

Die im Folgenden genannten Schwierigkeitsgrade sind unter SAC-Berg- und Hochtourenskala (AS und andere) sowie Kletterschwierigkeiten (V, 7c, A2 und andere) zu finden.
Nach der Durchsteigung der Nordwand dauerte es 28 Jahre, bis 1966 eine neue Route in der Wand eröffnet wurde. Das internationale Team (darunter Jörg Lehne und Karl Golikow) benannte diese neue Route (Schwierigkeit AS+) nach ihrem tödlich abgestürzten Kameraden John-Harlin-Direttissima (Mixed: M8-; Fels: Rotpunkt 7a; E5). Zwei Jahre später wurde im Sommer der Nordpfeiler (Kante zwischen Nordwand und Nordostwand) erstbegangen. Zunächst stieg ein polnisches Team in die Nordwand ein und kletterte zum Nordpfeiler, um etwas östlich von diesem in die Lauper-Route (nach dem Anführer der Erstbegeher-Seilschaft: Hans Lauper) zu gelangen. Die direkte Begehung vom Fuss des Nordpfeilers (SS) gelang einen Tag später Reinhold und Günther Messner, Toni Hiebeler und Fritz Maschke, ebenfalls etwas östlich. 1969 folgte die Japaner-Direttissima (AS+, Rotpunkt 8a), eine bei der Erstbegehung durch den Einsatz von viel Material und Zeit erkämpfte direkte Linie zum Gipfel.
1970 gelang einem schottischen Team mit der Schotten-Route (AS) die Begehung direkt über den Nordpfeiler. Es dauerte weitere sechs Jahre, bis 1976 Tschechen die Tschechen-Route (EX) eröffneten. Sie geht in Höhe des Stollenlochs aus der Heckmair-Route hervor und strebt über den Westteil der Roten Fluh dem Westgrat zu, wo sie endet. Zwei Jahre später eröffneten Tschechen eine weitere Route, die Zweite Tschechen-Route, die aus der John-Harlin-Direttissima beginnt und über den Nordpfeiler in der Lauper-Route mündet. 1979 begingen zwei Schweizer erstmals den Genferpfeiler und nannten die Route, die auf dem Westgrat endet, Les Portes du Chaos (AS, V).

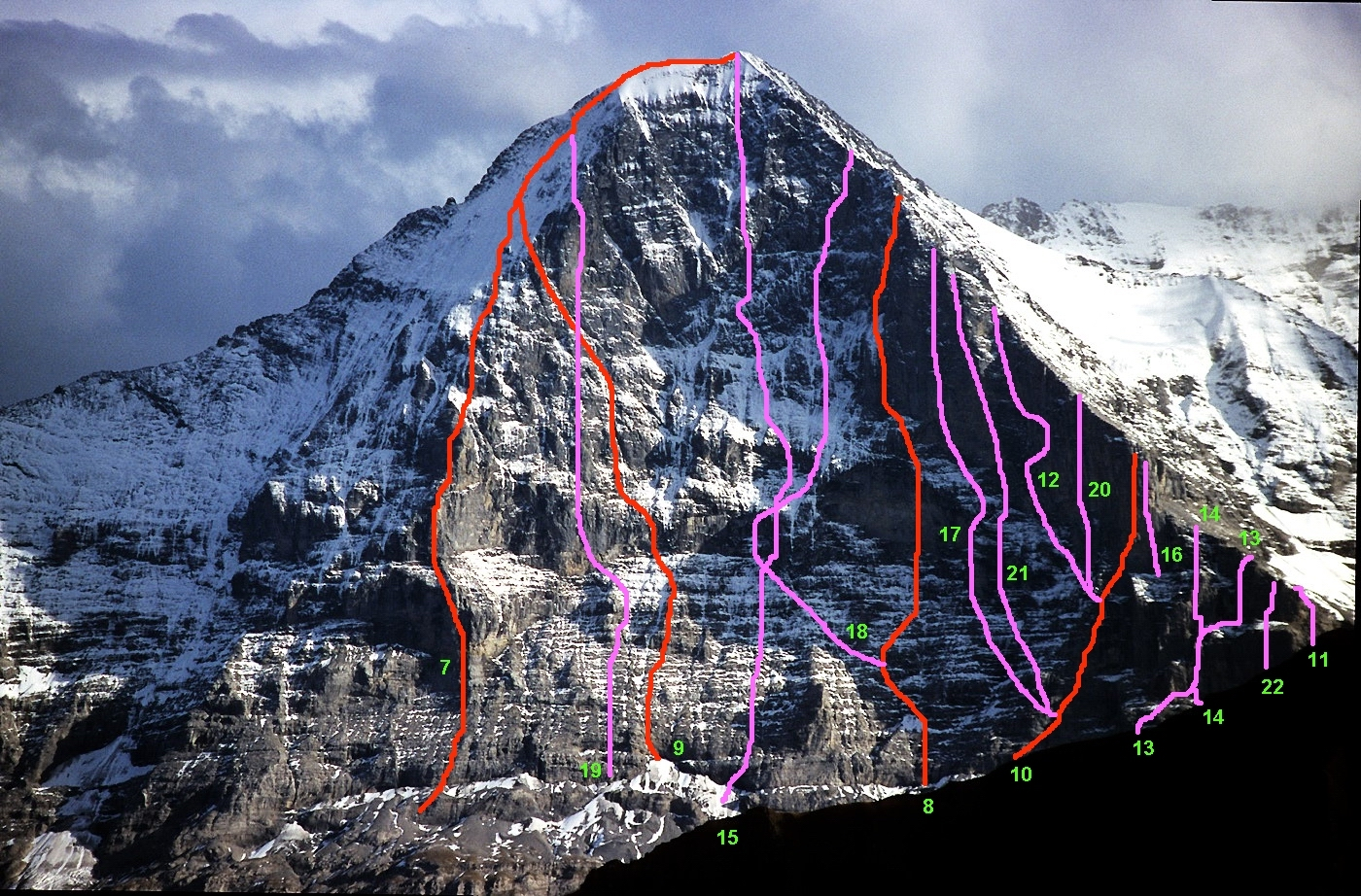
Die Routen von 1970 bis 1988

Im Juli 1980 wurde der untere, direkte Westgrat erstbegangen. Drei Schweizer durchkletterten 1981 über den Genferpfeiler die Nordverschneidung (AS, VII-), eine für die natürlichen Gegebenheiten logische Route. 1982 wurden im Westteil der Wand von dem slowenischen Solokletterer Franček Knez (SS+, IV+) und den Schweizern Ochsner-Brunner (SS+, V) zwei neue Routen erschlossen. Drei neue folgten 1983: Pavel Pochylý aus der Slowakei eröffnete zunächst solo die Ideal-Direttissima (AS), danach folgte die erste richtige Sportkletterroute Spit verdonesque édenté (EX, VIII, A1 oder X-) im Westteil der Wand und dann im Jahr 1983 die Piola-Ghilini-Direttissima (EX-) über den markantesten Pfeiler westlich der Roten Fluh. 1985 wurden wiederum zwei neue Routen erstbegangen, zunächst der Hiebeler-Gedächtnisweg, der aus der unteren Heckmair-Route hervorgeht, nach Osten in die Wandmitte zieht und dann östlich der Tschechen-Route auf den Westgrat führt, anschliessend die Slowenen-Route (AS, VII) im Ostteil der Wand über den Nordpfeiler in die Lauper-Route. Im Jubiläums-Jahr 1988 wurden die drei letzten Routen der 1980er-Jahre erschlossen. Aus den Portes du Chaos eröffneten zwei Schweizer die Route Eigersanction (AS, VII-; benannt nach dem Film aus dem Jahr 1975). Etwas weiter östlich davon erkletterte eine Gruppe Indonesier im Expeditionsstil die Linie Gelber Engel (EX, VII). Ähnlich der direkten Westgratroute eröffneten wiederum zwei Schweizer die Route Löcherspiel, welche sie nach den Löchern im Fels benannten.

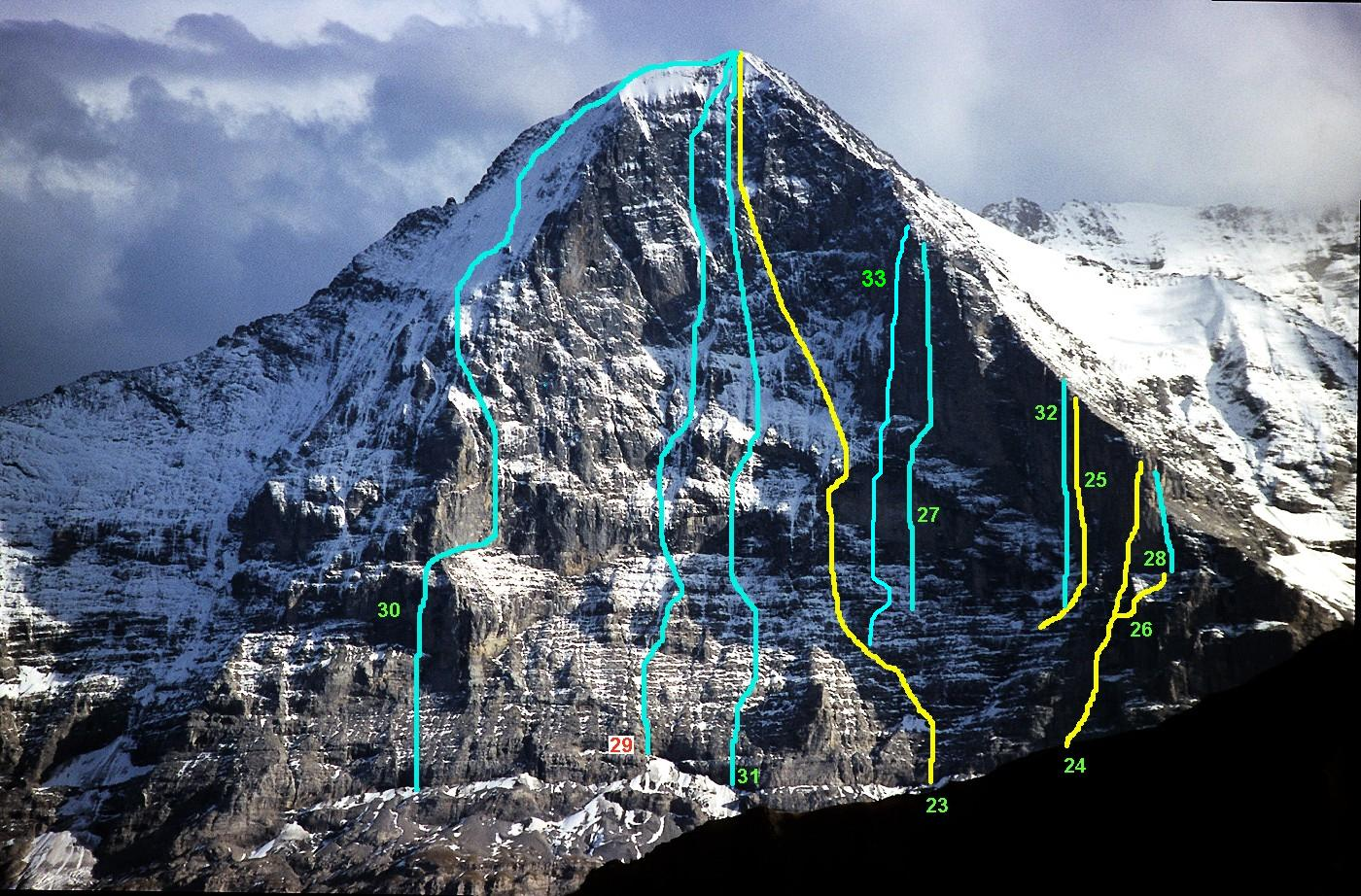
Die Routen von 1991 bis 2008

Jeweils am Anfang und am Ende der 1990er-Jahre wurden zwei weitere Routen erstbestiegen. 1991 durchstieg der Amerikaner Jeff Lowe die Route Métanoïa im Alleingang. Diese führt zwischen Heckmair-Route und John-Harlin-Direttissima in die Ideal-Direttissima. 1992 vervollständigten zwei Schweizer ihre Route Le Chant du Cygne (EX, VII) am Genferpfeiler, die sie im Jahr zuvor begonnen hatten. Von Italienern wurde 1998 zwischen Nordverschneidung und Eigersanction die Route Yeti (EX+, IX+) geklettert. 1999 verbanden die deutschen Extrembergsteiger Robert Jasper und Daniela Jasper die Chant du Cygne durch die Symphonie de liberté (8a, X-UIAA) mit der Spit verdonesque; sie schufen die erste 8a, die in einer gr alpinen Nordwand geklettert wurde.
Vom Stollenloch aus kletterten zwei Schweizer 2000 relativ direkt über die Rote Fluh nach oben und nannten den Weg La Vida es Silbar (franz. 7c, IX+). Die Route Deep blue sea (EX+, IX-) westlich der Spit verdonesque hat ihren Namen von dem bläulichen Schimmer des Gesteins, in dem sie verläuft. Sie wurde 2001 von zwei Schweizern erstbegangen. Im Herbst desselben Jahres folgte die direkte Nordwand-Route The Young Spider (EX+, 7a/A2, WI6, M7). 2002 folgte der Griff ins Licht (7c, M5) am Nordpfeiler und 2006 die Krasnojarsk-Direttissima. 2003 ging aus der Yeti die Route Magic Mushroom (7c+; benannt nach einem 3219 m hohen, pilzförmigen Felspfeiler, auf dem die Route endet) vom Dynamitloch aus auf den Westgrat hervor. Paciencia (8a oder X-) ist die 33. Route in der Nordwand. Die Erstbegeher versuchten seit der Erstbegehung dieser Route im Jahr 2003, diese Rotpunkt zu klettern, bevor sie ihr einen offiziellen Namen gaben. Dies gelang im August 2008.
Im Jahr 2009 gelang Robert Jasper und Roger Schäli die erste freie Begehung der Japanerroute (28.–31. August 2009, 8a, X- UIAA) und dann 2013 die erste freie Begehung der Piola-Ghilini-Direttissima (IX)
2015 folgte die Erstbegehung der bislang schwierigsten Route „Odyssee“ X-/8a+ durch die Eiger-Nordwand erstbegangen durch Robert Jasper und seine Kletterpartner Roger Schaeli und Simon Gietl. Im Gebiet der "Ghilini-Piola Direttissima" durchstiegen Peter von Känel und Silvan Schüpbach 2023 ihre neue Route «Renaissance».

## Nordwand in Literatur und Film
Es wurden rund 50 fiktionale Werke verfasst, die den Eiger und grösstenteils die Eiger-Nordwand zum Thema haben. Darunter befinden sich Romane, Erzählungen, Schauspiele, Gedichte sowie ein Epos und ein Comic.
1936 erschien nur wenige Wochen nach dem Tod der Kurz-Seilschaft das erste Eiger-Buch, Der Kampf um die Eiger Nordwand. Es folgte Die Wand. Tagebuch eines jungen Bergsteigers von Erika Jemelin, das ein fiktives Tagebuch von Toni Kurz darstellt, sowie das Versepos Das Drama am Eiger von Theo Lütolf. 1938 schrieb Gustav Renker den Roman Schicksal in der Nordwand, in dem die Nordwand Symbol für den Kampf zwischen Mensch und Natur ist. Neun Werke wurden in der zweiten Phase der «Eiger-Sensation» von 1956 bis 1966 verfasst. 1956 schrieb Ernst Nobs die Novelle Die Wand, in der eine US-Amerikanerin die Wand durchsteigen will. Oswald Frey veröffentlichte 1959 das Buch Im Schatten der grossen Wand über den realen Bergsteiger Alfred Derung. Der Roman Die Nordwand von Otto Zinniker sucht nach Erklärungen, weshalb Menschen extrem bergsteigen. Das Corti-Drama wird 1960 in Eigerjagd (Originaltitel: The Man on the End of the Rope) durch Paul Townend aufgearbeitet, der die Rolle der Presse im Nordwand-Rummel kritisch hinterfragt. Die Corti-Thematik greift auch Whit Masterson 1963 in Man on a Nylon String auf, wobei der Held des Buches den am Berg hängenden Douglas Holden (alias Stefano Longhi, siehe oben) aus der Wand bergen will. 1970 erschien Im Auftrag des Drachen (Originaltitel: The Eiger Sanction) vom Pseudonym Trevanian ein Spionagekrimi, bei dem in der Nordwand gekämpft wird, verfilmt von und mit Clint Eastwood. In Bob Langleys Thriller Traverse of the Gods von 1980 findet die Hauptperson in der Nordwand einen deutschen Wehrmachtssoldaten. 1983 verknüpft der Ire Dermot Somers in der Kurzgeschichte Einbruch der Dunkelheit die höllische Nordwand mit der Apokalypse eines Atomkrieges. Im Buch La face de l’ogre der Französin Simone Desmaison bekommt der Leser Einblicke in die Psyche von Bergsteigern sowie deren Frauen, die am Einstieg zurückbleiben. Die 2000 und 2007 erschienenen Bücher Flash-back sur l’Eiger und The Fall von Daniel Grevoz und Simon Mawer lassen die Hauptpersonen auf den Spuren von Toni Kurz klettern.
Auch in einigen Filmen spielt die Nordwand eine mehr oder weniger zentrale Rolle. Es gibt Dokumentar- und Spielfilme, die sich mit der Eiger-Nordwand befassen oder in denen diese eine Kulisse bildet. Das erste Mal gefilmt wurde die Wand 1936 für das Werk Die Eiger-Nordwand. Im Rahmen der Bergung von Toni Kurz begleitete Max Hermann die Retter mit einer Kleinkamera durch die Wand. Besonders attraktiv schien die begleitende Verfilmung einer realen Durchsteigung der Nordwand auf der Heckmair-Route. Zunächst waren dafür die technischen und bergsteigerischen Probleme zu gross, und es scheiterten mehrere Versuche, so 1958 und 1959. Ersatzweise wurden die Bergsteiger in der Nordwand von den Graten aus gefilmt. Es gelang schliesslich Leo Dickinson 1970, der damit den Film Out of the Shadows into the Sun schuf. Eine andere Dokumentation ist der Film Nordwand – Mordwand, bei dem eine 1988 durchgeführte Besteigung gefilmt wurde. Dazwischen erzählen Heinrich Harrer und Anderl Heckmair von ihrer Besteigung. Es entstanden auch mehrere Dokumentarfilme, in denen vor allem die historischen Ereignisse von 1935 und 1936 nachgestellt wurden. 1962 drehte Luis Trenker seinen letzten Film Sein bester Freund am Eiger und stellte darin die Durchsteigung der Nordwand dar. Von und mit Clint Eastwood wurde das Buch Im Auftrag des Drachen unter dem gleichen Namen verfilmt. Für den Bayerischen Rundfunk bereitet Gerhard Baur im Jahr 1980 die Tragödie von 1936 als Spielfilmdokumentation auf. Das Besondere an diesem Werk ist, dass alle Szenen an Originalschauplätzen gedreht wurden. Der Film wurde mit vielen nationalen und internationalen Preisen ausgezeichnet. 2008 erschien der Spielfilm Nordwand von Philipp Stölzl. Dabei wurde ebenfalls das Drama von 1936 für das Kino aufbereitet. Neueres Filmmaterial gibt es auch von den Begehungen im Rahmen der Sendung Eiger-Live 1999 im Schweizer Fernsehen, zudem wurde eine Begehung in historischer Kleidung und Ausrüstung im Jahr 2000 gefilmt. Der jüngste Dokumentarfilm ist Michael Gambons IMAX-Film Die Alpen über die Schweizer Alpen, der auch eine Durchsteigung der Nordwand des Jahres 2007 festhält.